# Liste der Kulturdenkmale in Hellerau
Die Liste der Kulturdenkmale in Hellerau  umfasst sämtliche Kulturdenkmale der Dresdner Gemarkung Hellerau mit Rähnitz. Die Anmerkungen sind zu beachten.
Diese Liste ist eine Teilliste der Liste der Kulturdenkmale in Dresden. 

Diese Liste ist eine Teilliste der Liste der Kulturdenkmale in Sachsen.

## Legende
- Bild: Bild des Kulturdenkmals, ggf. zusätzlich mit einem Link zu weiteren Fotos des Kulturdenkmals im Medienarchiv Wikimedia Commons. Wenn man auf das Kamerasymbol klickt, können Fotos zu Kulturdenkmalen aus dieser Liste hochgeladen werden:
- Bezeichnung: Denkmalgeschützte Objekte und ggf. Bauwerksname des Kulturdenkmals
- Lage: Straßenname und Hausnummer oder Flurstücknummer des Kulturdenkmals. Die Grundsortierung der Liste erfolgt nach dieser Adresse. Der Link (Karte) führt zu verschiedenen Kartendiensten mit der Position des Kulturdenkmals. Fehlt dieser Link, wurden die Koordinaten noch nicht eingetragen. Sind diese bekannt, können sie über ein Tool mit einer Kartenansicht einfach nachgetragen werden. In dieser Kartenansicht sind Kulturdenkmale ohne Koordinaten mit einem roten bzw. orangen Marker dargestellt und können durch Verschieben auf die richtige Position in der Karte mit Koordinaten versehen werden. Kulturdenkmale ohne Bild sind an einem blauen bzw. roten Marker erkennbar.
- Datierung: Baubeginn, Fertigstellung, Datum der Erstnennung oder grobe zeitliche Einordnung entsprechend des Eintrags in der sächsischen Denkmaldatenbank
- Beschreibung: Kurzcharakteristik des Kulturdenkmals entsprechend des Eintrags in der sächsischen Denkmaldatenbank, ggf. ergänzt durch die dort nur selten veröffentlichten Erfassungstexte oder zusätzliche Informationen
- ID: Vom Landesamt für Denkmalpflege Sachsen vergebene, das Kulturdenkmal eindeutig identifizierende Objekt-Nummer. Der Link führt zum PDF-Denkmaldokument des Landesamtes für Denkmalpflege Sachsen. Bei ehemaligen Kulturdenkmalen können die Objektnummern unbekannt sein und deshalb fehlen bzw. die Links von aus der Datenbank entfernten Objektnummern ins Leere führen. Ein ggf. vorhandenes Icon  führt zu den Angaben des Kulturdenkmals bei Wikidata.

## Hellerau
| Bild                                    | Bezeichnung | Lage                                                                        | Datierung                                       | Beschreibung | ID       |
| --------------------------------------- | --- | --------------------------------------------------------------------------- | ----------------------------------------------- | --- | -------- |
|                                         | Sachgesamtheit Gartenstadt Hellerau                                                                                                | Am Dorffrieden 1; 3; 5; 7; 9; 11; 13; 15; 17; 19; 21 (Karte)                | 1909–1914 (Gartenstadt)                         | Sachgesamtheit Gartenstadt Hellerau: Anlage der Gartenstadt mit Kleinhausviertel, Landhaus- bzw. Villenviertel (Auf dem Sand, Tännichtweg), Viertel für Wohlfahrtseinrichtungen, Gelände für Fabrikanlagen und einer unbestimmten, potentiellen Erweiterungsfläche, umfasst das Gebiet zwischen Autobahn im Westen, Boltenhagener Straße im Norden, Hendrichstraße, Am Hellerrand und Gemarkungsgrenze im Osten sowie Moritzburger Weg, Gemarkungsgrenze, Flst. 449/4 und 519/1 im Süden; die Gartenstadt Hellerau ist eine singuläre sozialgeschichtliche sowie städtebauliche Anlage, mit den Deutschen Werkstätten und dem Festspielhaus zudem von herausragender kulturgeschichtlicher und kunstgeschichtlicher Bedeutung. | 09210046 |
|                                         | Gartenstadt Hellerau: Reihenhausgruppe (Einzeldenkmal zu ID-Nr. 09210046)                                                          | Am Dorffrieden 1 (Karte)                                                    | 1911–1912 (Reihenhaus)                          | Einzeldenkmal der Sachgesamtheit Gartenstadt Hellerau: Reihenhausgruppe (An der Winkelwiese 14/16/18/20/22 und Am Dorffrieden 1) über L-förmigem Grundriss (Einzeldenkmal zu ID-Nr. 09210046); mit Einfriedung, Teil des so genannten Kleinhausviertels von Hellerau, bemerkenswerte Beispiele der Reformarchitektur nach 1900, Entwurf von Hermann Muthesius (1861–1927), für dessen Architektur charakteristische, traditionell gestaltete und auf die wesentlichen Bauteile reduzierte sowie versachlichte Gebäude, dominierend die hohen Giebel, baugeschichtlich, künstlerisch und städtebaulich bedeutend. | 09210293 |
|                                         | Gartenstadt Hellerau: Reihenhausgruppe (Einzeldenkmal zu ID-Nr. 09210046)                                                          | Am Dorffrieden 2 (Karte)                                                    | 1911–1912 (Reihenhaus)                          | Einzeldenkmal der Sachgesamtheit Gartenstadt Hellerau: Reihenhausgruppe (An der Winkelwiese 6/8/10/12 und Am Dorffrieden 2) über L-förmigem Grundriss; mit Einfriedung, Teile des so genannten Kleinhausviertels von Hellerau, bemerkenswerte Beispiele der Reformarchitektur nach 1900, Entwurf von Hermann Muthesius, für dessen Architektur charakteristische, traditionell gestaltete und auf die wesentlichen Bauteile reduzierte sowie versachlichte Gebäude, dominierend die hohen Giebel, baugeschichtlich, künstlerisch und städtebaulich bedeutend. | 09210289 |
|                                         | Gartenstadt Hellerau: Reihenhausgruppe (Einzeldenkmal zu ID-Nr. 09210046)                                                          | Am Dorffrieden 3; 5; 7; 9; 11; 13; 15; 17; 19; 21 (Karte)                   | 1911–1912 (Reihenhaus)                          | Einzeldenkmal der Sachgesamtheit Gartenstadt Hellerau: Reihenhausgruppe; mit Einfriedung, Teile des so genannten Kleinhausviertels von Hellerau, bemerkenswerte Beispiele der Reformarchitektur nach 1900, Entwurf von Hermann Muthesius, für dessen Architektur charakteristische, traditionell gestaltete und auf die wesentlichen Bauteile reduzierte sowie versachlichte Gebäude, dominierend die hohen Giebel, baugeschichtlich, künstlerisch und städtebaulich bedeutend. | 09210016 |
|                                         | Gartenstadt Hellerau: Reihenhausgruppe (Einzeldenkmal zu ID-Nr. 09210046)                                                          | Am Dorffrieden 4; 6; 8; 10 (Karte)                                          | 1911–1912 (Reihenhaus)                          | Einzeldenkmal der Sachgesamtheit Gartenstadt Hellerau: Reihenhausgruppe; mit Einfriedung, Teile des so genannten Kleinhausviertels von Hellerau, bemerkenswerte Beispiele der Reformarchitektur nach 1900, Entwurf von Hermann Muthesius, für dessen Architektur charakteristische, traditionell gestaltete und auf die wesentlichen Bauteile reduzierte sowie versachlichte Gebäude, dominierend die hohen Giebel, baugeschichtlich, künstlerisch und städtebaulich bedeutend. | 09210027 |
|                                         | Gartenstadt Hellerau: Wohnhaus (Einzeldenkmal zu ID-Nr. 09210046)                                                                  | Am Dorffrieden 12 (Karte)                                                   | 1911–1912 (Einfamilienwohnhaus)                 | Einzeldenkmal der Sachgesamtheit Gartenstadt Hellerau: Wohnhaus (siehe auch Hendrichstraße 3/5/7); mit Einfriedung, Teil des so genannten Kleinhausviertels von Hellerau, bemerkenswertes Beispiel der Reformarchitektur nach 1900, Entwurf von Hermann Muthesius, für dessen Architektur charakteristisches, traditionell gestaltetes und auf die wesentlichen Bauteile reduziertes sowie versachlichtes Gebäude, baugeschichtlich, künstlerisch und städtebaulich bedeutend. | 09210031 |
|                                         | Gartenstadt Hellerau: Wohnhaus (Einzeldenkmal zu ID-Nr. 09210046)                                                                  | Am Grünen Zipfel 1 (Karte)                                                  | 1910–1911 (Einfamilienwohnhaus)                 | Einzeldenkmal der Sachgesamtheit Gartenstadt Hellerau: Wohnhaus (siehe auch Moritzburger Weg 75); Teil des so genannten Kleinhausviertels von Hellerau, typischer versachlichter und im Sinne eines verfeinerten Heimatstils ländlich erscheinender Bau des berühmten Architekten Richard Riemerschmid (1868–1957), städtebaulich, baugeschichtlich und künstlerisch bedeutend. | 09210032 |
| Weitere Bilder                          | Gartenstadt Hellerau: Waldschänke Hellerau (Einzeldenkmal zu ID-Nr. 09210046)                                                      | Am Grünen Zipfel 2 (Karte)                                                  | 1899–1900 (Gasthaus)                            | Einzeldenkmal der Sachgesamtheit Gartenstadt Hellerau: Gasthaus mit Anbauten, Terrasse und Freisitz; mit Einfriedung, Teil des so genannten Kleinhausviertels von Hellerau, Umbau eines historisierenden Gebäudes zu einem typischen versachlichten Bau des berühmten Architekten Riemerschmid, städtebaulich, baugeschichtlich und künstlerisch bedeutend. | 09210088 |
|                                         | Gartenstadt Hellerau: Reihenhausgruppe (Einzeldenkmal zu ID-Nr. 09210046)                                                          | Am Grünen Zipfel 3; 5; 7; 9; 11; 13; 15; 17; 19 (Karte)                     | 1909 (Reihenhaus)                               | Einzeldenkmal der Sachgesamtheit Gartenstadt Hellerau: Reihenhausgruppe; mit Einfriedung, Teil des so genannten Kleinhausviertels von Hellerau, typische versachlichte und im Sinne eines verfeinerten Heimatstils ländlich erscheinende Bauten des berühmten Architekten Riemerschmid, städtebaulich, baugeschichtlich und künstlerisch bedeutend. | 09210033 |
|                                         | Gartenstadt Hellerau: Doppelhaus (Einzeldenkmal zu ID-Nr. 09210046)                                                                | Am Grünen Zipfel 4; 6 (Karte)                                               | 1910 (Doppelwohnhaus)                           | Einzeldenkmal der Sachgesamtheit Gartenstadt Hellerau: Doppelhaus; Teil des so genannten Kleinhausviertels von Hellerau, typischer versachlichter und im Sinne eines verfeinerten Heimatstils ländlich erscheinender Bau des berühmten Architekten Riemerschmid, städtebaulich, baugeschichtlich und künstlerisch bedeutend. | 09210089 |
|                                         | Gartenstadt Hellerau: Wohnhaus/Einfamilienhaus (Einzeldenkmal zu ID-Nr. 09210046)                                                  | Am Grünen Zipfel 8 (Karte)                                                  | 1910 (Einfamilienwohnhaus)                      | Einzeldenkmal der Sachgesamtheit Gartenstadt Hellerau: Wohnhaus/Einfamilienhaus; mit Einfriedung, Teil des so genannten Kleinhausviertels von Hellerau, typischer versachlichter und im Sinne eines verfeinerten Heimatstils ländlich erscheinender Bau des berühmten Architekten Riemerschmid, städtebaulich, baugeschichtlich und künstlerisch bedeutend. | 09210090 |
|                                         | Gartenstadt Hellerau: Reihenhausgruppe mit Verbindungsmauer (Einzeldenkmal zu ID-Nr. 09210046)                                     | Am Grünen Zipfel 10; 12; 14; 16; 18; 20; 22; 24; 26 (Karte)                 | 1910 (Reihenhaus)                               | Einzeldenkmal der Sachgesamtheit Gartenstadt Hellerau: Reihenhausgruppe mit Verbindungsmauer einschließlich Torbogen/Pforte zu Nummer 28-36; Teil des so genannten Kleinhausviertels von Hellerau, typische versachlichte und im Sinne eines verfeinerten Heimatstils ländlich erscheinende Bauten des berühmten Architekten Riemerschmid, städtebaulich, baugeschichtlich und künstlerisch bedeutend. | 09210091 |
|                                         | Gartenstadt Hellerau: Wohnhaus/Einfamilienhaus (Einzeldenkmal zu ID-Nr. 09210046)                                                  | Am Grünen Zipfel 21 (Karte)                                                 | 1909 (Einfamilienwohnhaus)                      | Einzeldenkmal der Sachgesamtheit Gartenstadt Hellerau: Wohnhaus/Einfamilienhaus; Teil des so genannten Kleinhausviertels von Hellerau, typischer versachlichter und im Sinne eines verfeinerten Heimatstils ländlich erscheinender Bau des berühmten Architekten Riemerschmid, städtebaulich, baugeschichtlich und künstlerisch bedeutend. | 09210042 |
|                                         | Gartenstadt Hellerau: Reihenhausgruppe (Einzeldenkmal zu ID-Nr. 09210046)                                                          | Am Grünen Zipfel 23; 25; 27; 29; 31; 33; 35; 37; 39; 41; 43; 45 (Karte)     | 1909 (Reihenhaus)                               | Einzeldenkmal der Sachgesamtheit Gartenstadt Hellerau: Reihenhausgruppe und rückwärtigem Schuppen für die Häuser 39/41; mit Einfriedung, Teil des so genannten Kleinhausviertels von Hellerau, typische versachlichte und im Sinne eines verfeinerten Heimatstils ländlich erscheinende Bauten des berühmten Architekten Riemerschmid, zugleich herausragende Beispiele der Reformarchitektur Anfang des 20. Jahrhunderts, städtebaulich, baugeschichtlich und künstlerisch bedeutend. | 09210045 |
|                                         | Gartenstadt Hellerau: Reihenhausgruppe (Einzeldenkmal zu ID-Nr. 09210046)                                                          | Am Grünen Zipfel 28; 30; 32; 34; 36; 38 (Karte)                             | 1910 (Reihenhaus)                               | Einzeldenkmal der Sachgesamtheit Gartenstadt Hellerau: Reihenhausgruppe; Teil des so genannten Kleinhausviertels von Hellerau, typische versachlichte und im Sinne eines verfeinerten Heimatstils ländlich erscheinende Bauten des berühmten Architekten Riemerschmid, zugleich herausragende Beispiele der Reformarchitektur Anfang des 20. Jahrhunderts, städtebaulich, baugeschichtlich und künstlerisch bedeutend. | 09210100 |
|                                         | Gartenstadt Hellerau: Einfamilienwohnhaus (Einzeldenkmal zu ID-Nr. 09210046)                                                       | Am Grünen Zipfel 40 (Karte)                                                 | 1910 (Einfamilienwohnhaus)                      | Einzeldenkmal der Sachgesamtheit Gartenstadt Hellerau: Einfamilienwohnhaus; Teil des so genannten Kleinhausviertels von Hellerau, typischer versachlichter und im Sinne eines verfeinerten Heimatstils ländlich erscheinender Bau des berühmten Architekten Riemerschmid, zugleich herausragendes Beispiel der Reformarchitektur Anfang des 20. Jahrhunderts, städtebaulich, baugeschichtlich und künstlerisch bedeutend. | 09210106 |
|                                         | Gartenstadt Hellerau: Hausgruppe (Einzeldenkmal zu ID-Nr. 09210046)                                                                | Am Grünen Zipfel 42; 44 (Karte)                                             | 1910 (Einfamilienwohnhaus)                      | Einzeldenkmal der Sachgesamtheit Gartenstadt Hellerau: Hausgruppe; aus zwei Einfamilienhäusern mit niedrigerem Verbindungstrakt bestehend, Teile des so genannten Kleinhausviertels von Hellerau, typische versachlichte und im Sinne eines verfeinerten Heimatstils ländlich erscheinende Bauten des berühmten Architekten Riemerschmid, zugleich herausragende Beispiele der Reformarchitektur Anfang des 20. Jahrhunderts, städtebaulich, baugeschichtlich und künstlerisch bedeutend. | 09210107 |
|                                         | Gartenstadt Hellerau: Reihenhausgruppe (Einzeldenkmal zu ID-Nr. 09210046)                                                          | Am Grünen Zipfel 46; 48; 50; 52; 54; 56; 58; 60; 62; 64; 66 (Karte)         | 1910 (Reihenhaus)                               | Einzeldenkmal der Sachgesamtheit Gartenstadt Hellerau: Reihenhausgruppe; mit Einfriedung, Teil des so genannten Kleinhausviertels von Hellerau, typische versachlichte und im Sinne eines verfeinerten Heimatstils ländlich erscheinende Bauten des berühmten Architekten Riemerschmid, zugleich herausragende Beispiele der Reformarchitektur Anfang des 20. Jahrhunderts, städtebaulich, baugeschichtlich und künstlerisch bedeutend. | 09210109 |
|                                         | Gartenstadt Hellerau: Einfamilienwohnhaus (Einzeldenkmal zu ID-Nr. 09210046)                                                       | Am Grünen Zipfel 47 (Karte)                                                 | 1909 (Einfamilienwohnhaus)                      | Einzeldenkmal der Sachgesamtheit Gartenstadt Hellerau: Einfamilienwohnhaus; Teil des so genannten Kleinhausviertels von Hellerau, typischer versachlichter und im Sinne eines verfeinerten Heimatstils ländlich erscheinender Bau des berühmten Architekten Riemerschmid, zugleich herausragendes Beispiel der Reformarchitektur Anfang des 20. Jahrhunderts, städtebaulich, baugeschichtlich und künstlerisch bedeutend. | 09210056 |
|                                         | Gartenstadt Hellerau: Einfamilienwohnhaus (Einzeldenkmal zu ID-Nr. 09210046)                                                       | Am Grünen Zipfel 49 (Karte)                                                 | 1909 (Einfamilienwohnhaus)                      | Einzeldenkmal der Sachgesamtheit Gartenstadt Hellerau: Einfamilienwohnhaus mit Einfriedung, Teil des so genannten Kleinhausviertels von Hellerau, typischer versachlichter und im Sinne eines verfeinerten Heimatstils ländlich erscheinender Bau des berühmten Architekten Riemerschmid, zugleich herausragendes Beispiel der Reformarchitektur Anfang des 20. Jahrhunderts, städtebaulich, baugeschichtlich und künstlerisch bedeutend. | 09210057 |
|                                         | Gartenstadt Hellerau: Reihenhausgruppe (Einzeldenkmal zu ID-Nr. 09210046)                                                          | Am Grünen Zipfel 51; 53; 55; 57; 59; 61; 63; 65; 67 (Karte)                 | 1909 (Reihenhaus)                               | Einzeldenkmal der Sachgesamtheit Gartenstadt Hellerau: Reihenhausgruppe in L-förmiger Bebauung; Teil des so genannten Kleinhausviertels von Hellerau, typische versachlichte und im Sinne eines verfeinerten Heimatstils ländlich erscheinende Bauten des berühmten Architekten Riemerschmid, zugleich herausragende Beispiele der Reformarchitektur Anfang des 20. Jahrhunderts, städtebaulich, baugeschichtlich und künstlerisch bedeutend. | 09210058 |
|                                         | Gartenstadt Hellerau: Einfamilienwohnhaus (Einzeldenkmal zu ID-Nr. 09210046)                                                       | Am Grünen Zipfel 68 (Karte)                                                 | 1909 (Einfamilienwohnhaus)                      | Einzeldenkmal der Sachgesamtheit Gartenstadt Hellerau: Einfamilienwohnhaus; Teil des so genannten Kleinhausviertels von Hellerau, typischer versachlichter und im Sinne eines verfeinerten Heimatstils ländlich erscheinender Bau des berühmten Architekten Riemerschmid, zugleich herausragendes Beispiel der Reformarchitektur Anfang des 20. Jahrhunderts, städtebaulich, baugeschichtlich und künstlerisch bedeutend. | 09210120 |
|                                         | Gartenstadt Hellerau: Reihenhausgruppe (Einzeldenkmal zu ID-Nr. 09210046)                                                          | Am Grünen Zipfel 69; 71; 73; 75 (Karte)                                     | 1909 (Reihenhaus)                               | Einzeldenkmal der Sachgesamtheit Gartenstadt Hellerau: Reihenhausgruppe; Teil des so genannten Kleinhausviertels von Hellerau, typische versachlichte und im Sinne eines verfeinerten Heimatstils ländlich erscheinende Bauten des berühmten Architekten Riemerschmid, zugleich herausragende Beispiele der Reformarchitektur Anfang des 20. Jahrhunderts, städtebaulich, baugeschichtlich und künstlerisch bedeutend. | 09210067 |
|                                         | Gartenstadt Hellerau: Reihenhausgruppe mit Einfriedung (Einzeldenkmal zu ID-Nr. 09210046)                                          | Am Grünen Zipfel 70; 72; 74; 76; 78 (Karte)                                 | 1909 (Reihenhaus)                               | Einzeldenkmal der Sachgesamtheit Gartenstadt Hellerau: Reihenhausgruppe mit Einfriedung; Teil des so genannten Kleinhausviertels von Hellerau, typische versachlichte und im Sinne eines verfeinerten Heimatstils ländlich erscheinende Bauten des berühmten Architekten Riemerschmid, zugleich herausragende Beispiele der Reformarchitektur Anfang des 20. Jahrhunderts, städtebaulich, baugeschichtlich und künstlerisch bedeutend. | 09210121 |
|                                         | Gartenstadt Hellerau: Reihenhausgruppe in L-förmiger Bebauung (Einzeldenkmal zu ID-Nr. 09210046)                                   | Am Grünen Zipfel 77; 79; 81; 83; 85; 87; 89; 91; 93; 95; 97; 99 101 (Karte) | 1909 (Reihenhaus)                               | Einzeldenkmal der Sachgesamtheit Gartenstadt Hellerau: Reihenhausgruppe in L-förmiger Bebauung; Teil des so genannten Kleinhausviertels von Hellerau, typische versachlichte und im Sinne eines verfeinerten Heimatstils ländlich erscheinende Bauten des berühmten Architekten Riemerschmid, zugleich herausragende Beispiele der Reformarchitektur Anfang des 20. Jahrhunderts, städtebaulich, baugeschichtlich und künstlerisch bedeutend. | 09210071 |
|                                         | Gartenstadt Hellerau: Reihenhausgruppe in L-förmiger Bebauung (Einzeldenkmal zu ID-Nr. 09210046)                                   | Am Grünen Zipfel 80; 82; 84; 86; 88; 90; 92; 94; 96; 98 (Karte)             | 1909 (Reihenhaus)                               | Einzeldenkmal der Sachgesamtheit Gartenstadt Hellerau: Reihenhausgruppe in L-förmiger Bebauung; Teil des so genannten Kleinhausviertels von Hellerau, typische versachlichte und im Sinne eines verfeinerten Heimatstils ländlich erscheinende Bauten des berühmten Architekten Riemerschmid, zugleich herausragende Beispiele der Reformarchitektur Anfang des 20. Jahrhunderts, städtebaulich, baugeschichtlich und künstlerisch bedeutend. | 09210126 |
|                                         | Gartenstadt Hellerau: Einfamilienwohnhaus (Einzeldenkmal zu ID-Nr. 09210046)                                                       | Am Grünen Zipfel 103 (Karte)                                                | 1909 (Einfamilienwohnhaus)                      | Einzeldenkmal der Sachgesamtheit Gartenstadt Hellerau: Einfamilienwohnhaus mit Einfriedung, Teil des so genannten Kleinhausviertels von Hellerau, typischer versachlichter und im Sinne eines verfeinerten Heimatstils ländlich erscheinender Bau des berühmten Architekten Riemerschmid, zugleich herausragendes Beispiel der Reformarchitektur Anfang des 20. Jahrhunderts, städtebaulich, baugeschichtlich und künstlerisch bedeutend. | 09210084 |
|                                         | Gartenstadt Hellerau: Einfamilienwohnhaus (Einzeldenkmal zu ID-Nr. 09210046)                                                       | Am Grünen Zipfel 105 (Karte)                                                | 1909 (Einfamilienwohnhaus)                      | Einzeldenkmal der Sachgesamtheit Gartenstadt Hellerau: Einfamilienwohnhaus; Teil des so genannten Kleinhausviertels von Hellerau, typischer versachlichter und im Sinne eines verfeinerten Heimatstils ländlich erscheinender Bau des berühmten Architekten Riemerschmid, zugleich herausragendes Beispiel der Reformarchitektur Anfang des 20. Jahrhunderts, städtebaulich, baugeschichtlich und künstlerisch bedeutend. | 09210085 |
|                                         | Gartenstadt Hellerau: Einfamilienwohnhaus (Einzeldenkmal zu ID-Nr. 09210046)                                                       | Am Grünen Zipfel 107 (Karte)                                                | 1909 (Einfamilienwohnhaus)                      | Einzeldenkmal der Sachgesamtheit Gartenstadt Hellerau: Einfamilienwohnhaus; Teil des so genannten Kleinhausviertels von Hellerau, typischer versachlichter und im Sinne eines verfeinerten Heimatstils ländlich erscheinender Bau des berühmten Architekten Riemerschmid, zugleich herausragendes Beispiel der Reformarchitektur Anfang des 20. Jahrhunderts, städtebaulich, baugeschichtlich und künstlerisch bedeutend. | 09210086 |
|                                         | Gartenstadt Hellerau: Einfamilienwohnhaus (Einzeldenkmal zu ID-Nr. 09210046)                                                       | Am Grünen Zipfel 109 (Karte)                                                | 1909 (Einfamilienwohnhaus)                      | Einzeldenkmal der Sachgesamtheit Gartenstadt Hellerau: Einfamilienwohnhaus; Teil des so genannten Kleinhausviertels von Hellerau, typischer versachlichter und im Sinne eines verfeinerten Heimatstils ländlich erscheinender Bau des berühmten Architekten Riemerschmid, zugleich herausragendes Beispiel der Reformarchitektur Anfang des 20. Jahrhunderts, städtebaulich, baugeschichtlich und künstlerisch bedeutend. | 09210087 |
|                                         | Gartenstadt Hellerau: Reihenhausgruppe (Einzeldenkmal zu ID-Nr. 09210046)                                                          | Am Hellerrand 1; 3; 5; 7; 9; 11; 13; 15 (Karte)                             | 1911 (Reihenhaus)                               | Einzeldenkmal der Sachgesamtheit Gartenstadt Hellerau: Reihenhausgruppe mit Einfriedung, Teil des so genannten Kleinhausviertels von Hellerau, typischer versachlichter und im Sinne eines verfeinerten Heimatstils ländlich erscheinender Bau des berühmten Architekten Riemerschmid, zugleich herausragendes Beispiel der Reformarchitektur Anfang des 20. Jahrhunderts, städtebaulich, baugeschichtlich und künstlerisch bedeutend. | 09210136 |
|                                         | Gartenstadt Hellerau: Reihenhausgruppe (Einzeldenkmal zu ID-Nr. 09210046)                                                          | Am Hellerrand 17; 19; 21; 23; 25; 27 (Karte)                                | 1911–1912 (Reihenhaus)                          | Einzeldenkmal der Sachgesamtheit Gartenstadt Hellerau: Reihenhausgruppe mit Einfriedung, Teile des so genannten Kleinhausviertels von Hellerau, bemerkenswerte Beispiele der Reformarchitektur nach 1900, Entwurf von Hermann Muthesius, für dessen Architektur charakteristische, traditionell gestaltete und auf die wesentlichen Bauteile reduzierte sowie versachlichte Gebäude, dominierend die hohen Giebel, baugeschichtlich, künstlerisch und städtebaulich bedeutend. | 09210143 |
|                                         | Gartenstadt Hellerau: Reihenhausgruppe (Einzeldenkmal zu ID-Nr. 09210046)                                                          | Am Hellerrand 29 (Karte)                                                    | 1911–1912 (Reihenhaus)                          | Einzeldenkmal der Sachgesamtheit Gartenstadt Hellerau: Reihenhausgruppe (An der Winkelwiese 1/3 und Am Hellerrand 29); Teil des so genannten Kleinhausviertels von Hellerau, bemerkenswertes Beispiel der Reformarchitektur nach 1900, Entwurf von Hermann Muthesius, für dessen Architektur charakteristisches, traditionell gestaltetes und auf die wesentlichen Bauteile reduziertes sowie versachlichtes Gebäude, dominierend die hohen Giebel, baugeschichtlich, künstlerisch und städtebaulich bedeutend. | 09210279 |
|                                         | Gartenstadt Hellerau: Reihenhausgruppe mit eingeschossigem Verbindungsbau (Einzeldenkmal zu ID-Nr. 09210046)                       | Am Pfarrlehn 2; 4; 6; 8; 10; 12 (Karte)                                     | 1912–1913 (Reihenhaus)                          | Einzeldenkmal der Sachgesamtheit Gartenstadt Hellerau: Reihenhausgruppe mit eingeschossigem Verbindungsbau; Teile des so genannten Kleinhausviertels von Hellerau, bemerkenswerte Beispiele der Reformarchitektur und eines frühen Rationalismus nach 1900, Entwurf von Heinrich Tessenow (1876–1950), charakteristisch für dessen auf das Wesentliche reduzierte, minimalistische Gestaltungsweise, baugeschichtlich, künstlerisch und städtebaulich bedeutend. | 09210271 |
|                                         | Gartenstadt Hellerau: Einfamilienhaus (Einzeldenkmal zu ID-Nr. 09210046)                                                           | Am Pfarrlehn 14 (Karte)                                                     | 1912–1913 (Einfamilienwohnhaus)                 | Einzeldenkmal der Sachgesamtheit Gartenstadt Hellerau: Einfamilienhaus; Teil des so genannten Kleinhausviertels von Hellerau, bemerkenswertes Beispiel der Reformarchitektur und eines frühen Rationalismus nach 1900, Entwurf von Heinrich Tessenow, charakteristisch für dessen auf das Wesentliche reduzierte, minimalistische Gestaltungsweise, baugeschichtlich, künstlerisch und städtebaulich bedeutend. | 09210276 |
|                                         | Gartenstadt Hellerau: Einfamilienwohnhaus (Einzeldenkmal zu ID-Nr. 09210046)                                                       | Am Pfarrlehn 16 (Karte)                                                     | 1912–1913 (Einfamilienwohnhaus)                 | Einzeldenkmal der Sachgesamtheit Gartenstadt Hellerau: Einfamilienhaus; Teil des so genannten Kleinhausviertels von Hellerau, bemerkenswertes Beispiel der Reformarchitektur und eines frühen Rationalismus nach 1900, Entwurf von Heinrich Tessenow, charakteristisch für dessen auf das Wesentliche reduzierte, minimalistische Gestaltungsweise, baugeschichtlich, künstlerisch und städtebaulich bedeutend. | 09210277 |
| Direkt Bild zu diesem Denkmal hochladen | Gartenstadt Hellerau: Brunnen mit Handschwengelpumpe (Einzeldenkmal zu ID-Nr. 09210046)                                            | Am Pfarrlehn 36 (vor) (Karte)                                               | um 1910 (Brunnen)                               | Einzeldenkmal in der Sachgesamtheit Gartenstadt Hellerau: Brunnen mit Handschwengelpumpe; als Teil der bedeutsamen Gartenstadt Hellerau baugeschichtlich und städtebaulich bedeutend | 09210270 |
|                                         | Gartenstadt Hellerau: Haus Gebhardt (Einzeldenkmal zu ID-Nr. 09210046)                                                             | Am Pilz 2 (Karte)                                                           | 1921–1922 (Wohnhaus); 1934 (Atelierflügel)      | Einzeldenkmal der Sachgesamtheit Gartenstadt Hellerau: Wohnhaus/Holzhaus mit Atelieranbau, traditionell gestaltetes Einfamilienhaus und wohl auch noch hölzernes Fertigteilhaus, Musterhaus der Deutschen Werkstätten (De-We-Haus), nach 1920, Anbau moderner, Wirkungsstätte des Malers Rudolf Gebhardt (1894–1985), baugeschichtlich und personengeschichtlich sowie als Teil der Gartenstadt Hellerau städtebaulich bedeutend. Eingeschossiges Holzhaus mit Atelieranbau. Das traditionell gestaltete Gebäude wurde 1934 (1935) mit einem Atelierflügel für den Maler Rudolf Gebhardt umgebaut. | 09210419 |
|                                         | Gartenstadt Hellerau: Reihenhausgruppe (Einzeldenkmal zu ID-Nr. 09210046)                                                          | Am Schänkenberg 1; 3; 5; 7; 9; 11; 13; 15 (Karte)                           | 1910 (Reihenhaus)                               | Einzeldenkmal der Sachgesamtheit Gartenstadt Hellerau: Reihenhausgruppe; Teile des so genannten Kleinhausviertels von Hellerau, bemerkenswerte Beispiele der Reformarchitektur und eines frühen Rationalismus nach 1900, Entwurf von Heinrich Tessenow, charakteristisch für dessen auf das Wesentliche reduzierte, minimalistische Gestaltungsweise, baugeschichtlich, künstlerisch und städtebaulich bedeutend. | 09210073 |
|                                         | Gartenstadt Hellerau: Zweifamilienhaus (Einzeldenkmal zu ID-Nr. 09210046)                                                          | Am Schänkenberg 2 (Karte)                                                   | 1910 (Mehrfamilienwohnhaus)                     | Einzeldenkmal der Sachgesamtheit Gartenstadt Hellerau: Zweifamilienhaus mit Einfriedung, Teil des so genannten Kleinhausviertels von Hellerau, bemerkenswertes Beispiel der Reformarchitektur nach 1900, Entwurf von Hermann Muthesius, für dessen Architektur charakteristisches, traditionell gestaltetes und zugleich versachlichtes Gebäude, Typ mit überstehendem Obergeschoss und weit auskragendem Walmdach, als Werkmeisterhaus bezeichnet, baugeschichtlich, künstlerisch und städtebaulich bedeutend. | 09210349 |
|                                         | Gartenstadt Hellerau: Reihenhausgruppe (Einzeldenkmal zu ID-Nr. 09210046)                                                          | Am Schänkenberg 4; 6; 8; 10; 12; 14; 16; 18; 20; 22; 24; 26 (Karte)         | 1910 (Reihenhaus)                               | Einzeldenkmal der Sachgesamtheit Gartenstadt Hellerau: Reihenhausgruppe; Teile des so genannten Kleinhausviertels von Hellerau, bemerkenswerte Beispiele der Reformarchitektur und eines frühen Rationalismus nach 1900, Entwurf von Heinrich Tessenow, charakteristisch für dessen auf das Wesentliche reduzierte, minimalistische Gestaltungsweise, baugeschichtlich, künstlerisch und städtebaulich bedeutend. | 09210164 |
|                                         | Gartenstadt Hellerau: Doppelwohnhaus mit Hintergebäude (Einzeldenkmal zu ID-Nr. 09210046)                                          | Am Schänkenberg 17; 19 (Karte)                                              | 1911 (Doppelwohnhaus)                           | Einzeldenkmal der Sachgesamtheit Gartenstadt Hellerau: Doppelwohnhaus mit Hintergebäude und Einfriedung; sogenanntes Patenthaus, Teil des Kleinhausviertels von Hellerau, bemerkenswertes Beispiel der Reformarchitektur und eines frühen Rationalismus nach 1900, Entwurf von Heinrich Tessenow, charakteristische für dessen auf das Wesentliche reduzierte, minimalistische Gestaltungsweise, baugeschichtlich, künstlerisch und städtebaulich bedeutend. | 09210195 |
|                                         | Gartenstadt Hellerau: Einfamilienwohnhaus (Einzeldenkmal zu ID-Nr. 09210046)                                                       | Am Schänkenberg 21 (Karte)                                                  | 1911 (Einfamilienwohnhaus)                      | Einzeldenkmal der Sachgesamtheit Gartenstadt Hellerau: Einfamilienwohnhaus; sogenanntes Patenthaus, Teil des Kleinhausviertels von Hellerau, bemerkenswertes Beispiel der Reformarchitektur und eines frühen Rationalismus nach 1900, Entwurf von Heinrich Tessenow, charakteristische für dessen auf das Wesentliche reduzierte, minimalistische Gestaltungsweise, baugeschichtlich, künstlerisch und städtebaulich bedeutend. | 09210196 |
|                                         | Gartenstadt Hellerau: Einfamilienwohnhaus (Einzeldenkmal zu ID-Nr. 09210046)                                                       | Am Schänkenberg 23 (Karte)                                                  | 1911 (Einfamilienwohnhaus)                      | Einzeldenkmal der Sachgesamtheit Gartenstadt Hellerau: Einfamilienwohnhaus; sogenanntes Patenthaus, Teil des Kleinhausviertels von Hellerau, bemerkenswertes Beispiel der Reformarchitektur und eines frühen Rationalismus nach 1900, Entwurf von Heinrich Tessenow, charakteristisch für dessen auf das Wesentliche reduzierte, minimalistische Gestaltungsweise, baugeschichtlich, künstlerisch und städtebaulich bedeutend. | 09210197 |
|                                         | Gartenstadt Hellerau: Reihenhausgruppe mit sechs Einfamilienhäusern in L-förmiger Bebauung (Einzeldenkmal zu ID-Nr. 09210046)      | Am Schänkenberg 25 (Karte)                                                  | 1911–1912 (Reihenhaus)                          | Einzeldenkmal der Sachgesamtheit Gartenstadt Hellerau: Reihenhausgruppe (Ruscheweg 10/12/14/16/18 und Am Schänkenberg 25) mit sechs Einfamilienhäusern in L-förmiger Bebauung; mit Einfriedung, Teile des so genannten Kleinhausviertels von Hellerau, typisch versachlichte und im Sinne eines verfeinerten Heimatstils ländlich erscheinende Bauten des berühmten Architekten Riemerschmid, herausragendes Beispiele der Reformarchitektur Anfang des 20. Jahrhunderts, baugeschichtlich von Bedeutung, zudem als Teil der Gartenstadt Hellerau von singulärem stadtentwicklungsgeschichtlichem, künstlerischem sowie städtebaulichem Wert. | 09210403 |
|                                         | Gartenstadt Hellerau: Doppelwohnhaus (Einzeldenkmal zu ID-Nr. 09210046)                                                            | Am Schänkenberg 28; 30 (Karte)                                              | 1910–1911 (Doppelwohnhaus)                      | Einzeldenkmal der Sachgesamtheit Gartenstadt Hellerau: Doppelwohnhaus mit Einfriedung, sogenanntes Patenthaus, Teil des Kleinhausviertels von Hellerau, bemerkenswertes Beispiel der Reformarchitektur und eines frühen Rationalismus nach 1900, Entwurf von Heinrich Tessenow, charakteristisch für dessen auf das Wesentliche reduzierte, minimalistische Gestaltungsweise, baugeschichtlich, künstlerisch und städtebaulich bedeutend. | 09210176 |
|                                         | Gartenstadt Hellerau: Einfamilienwohnhaus (Einzeldenkmal zu ID-Nr. 09210046)                                                       | Am Schänkenberg 32 (Karte)                                                  | 1910–1911 (Einfamilienwohnhaus)                 | Einzeldenkmal der Sachgesamtheit Gartenstadt Hellerau: Einfamilienwohnhaus, sogenanntes Patenthaus, Teil des Kleinhausviertels von Hellerau, bemerkenswertes Beispiel der Reformarchitektur und eines frühen Rationalismus nach 1900, Entwurf von Heinrich Tessenow, charakteristisch für dessen auf das Wesentliche reduzierte, minimalistische Gestaltungsweise, baugeschichtlich, künstlerisch und städtebaulich bedeutend. | 09210177 |
|                                         | Gartenstadt Hellerau: Einfamilienwohnhaus (Einzeldenkmal zu ID-Nr. 09210046)                                                       | Am Schänkenberg 34 (Karte)                                                  | 1910–1911 (Einfamilienwohnhaus)                 | Einzeldenkmal der Sachgesamtheit Gartenstadt Hellerau: Einfamilienwohnhaus; sogenanntes Patenthaus, Teil des Kleinhausviertels von Hellerau, bemerkenswertes Beispiel der Reformarchitektur und eines frühen Rationalismus nach 1900, Entwurf von Heinrich Tessenow, charakteristisch für dessen auf das Wesentliche reduzierte, minimalistische Gestaltungsweise, baugeschichtlich, künstlerisch und städtebaulich bedeutend. | 09210178 |
|                                         | Gartenstadt Hellerau: Einfamilienwohnhaus (Einzeldenkmal zu ID-Nr. 09210046)                                                       | Am Schänkenberg 36 (Karte)                                                  | 1910–1911 (Einfamilienwohnhaus)                 | Einzeldenkmal der Sachgesamtheit Gartenstadt Hellerau: Einfamilienwohnhaus; sogenanntes Patenthaus, Teil des Kleinhausviertels von Hellerau, bemerkenswertes Beispiel der Reformarchitektur und eines frühen Rationalismus nach 1900, Entwurf von Heinrich Tessenow, charakteristisch für dessen auf das Wesentliche reduzierte, minimalistische Gestaltungsweise, baugeschichtlich, künstlerisch und städtebaulich bedeutend. | 09210179 |
| Direkt Bild zu diesem Denkmal hochladen | Gartenstadt Hellerau: Reihenhausgruppe (Einzeldenkmal zu ID-Nr. 09210046)                                                          | Am Schänkenberg 38; 40; 42; 44 (Karte)                                      | um 1910 (Reihenhaus)                            | Einzeldenkmal der Sachgesamtheit Gartenstadt Hellerau: Reihenhausgruppe; Teile des Kleinhausviertels von Hellerau, bemerkenswerte Beispiele der Reformarchitektur und eines frühen Rationalismus nach 1900, Entwurf von Heinrich Tessenow, charakteristisch für dessen auf das Wesentliche reduzierte, minimalistische Gestaltungsweise, baugeschichtlich, künstlerisch und städtebaulich bedeutend. | 09210180 |
|                                         | Gartenstadt Hellerau: Reihenhausgruppe (Einzeldenkmal zu ID-Nr. 09210046)                                                          | Am Schänkenberg 46; 48; 50 (Karte)                                          | 1911–1912 (Reihenhaus)                          | Einzeldenkmal der Sachgesamtheit Gartenstadt Hellerau: Reihenhausgruppe (Am Schänkenberg 46/48/50 und Ruscheweg 20); Teile des so genannten Kleinhausviertels von Hellerau, typische versachlichte und im Sinne eines verfeinerten Heimatstils ländlich erscheinende Bauten des berühmten Architekten Riemerschmid, zugleich herausragende Beispiele der Reformarchitektur Anfang des 20. Jahrhunderts, städtebaulich, baugeschichtlich und künstlerisch bedeutend. | 09210184 |
|                                         | Gartenstadt Hellerau: Doppelwohnhaus (Einzeldenkmal zu ID-Nr. 09210046)                                                            | Am Schützenfelde 1; 3 (Karte)                                               | 1912 (Doppelwohnhaus)                           | Einzeldenkmal der Sachgesamtheit Gartenstadt Hellerau: Doppelwohnhaus mit Einfriedung, Teil des so genannten Kleinhausviertels von Hellerau, Beispiel der Reformarchitektur nach 1900, Architekt Kurt Frick, baugeschichtlich, kunsthistorisch und städtebaulich bedeutend. | 09210198 |
|                                         | Gartenstadt Hellerau: Reihenhausgruppe (Einzeldenkmal zu ID-Nr. 09210046)                                                          | Am Schützenfelde 2; 4; 6; 8 (Karte)                                         | 1912 (Reihenhaus)                               | Einzeldenkmal der Sachgesamtheit Gartenstadt Hellerau: Reihenhausgruppe; Teile des so genannten Kleinhausviertels von Hellerau, Beispiele der Reformarchitektur nach 1900, Architekt Kurt Frick, baugeschichtlich, kunsthistorisch und städtebaulich bedeutend. | 09210227 |
|                                         | Gartenstadt Hellerau: Reihenhausgruppe (Einzeldenkmal zu ID-Nr. 09210046) (Einzeldenkmal zu ID-Nr. 09210046)                       | Am Schützenfelde 5; 7; 9; 11; 13; 15; 17; 19; 21; 23 (Karte)                | 1912 (Reihenhaus)                               | Einzeldenkmal der Sachgesamtheit Gartenstadt Hellerau: Reihenhausgruppe; Teile des so genannten Kleinhausviertels von Hellerau, Beispiele der Reformarchitektur nach 1900, Architekt Kurt Frick, baugeschichtlich, kunsthistorisch und städtebaulich bedeutend. | 09210200 |
|                                         | Gartenstadt Hellerau: Reihenhausgruppe (Einzeldenkmal zu ID-Nr. 09210046)                                                          | Am Schützenfelde 10; 12; 14; 16; 18; 20; 22; 24; 26 (Karte)                 | 1912 (Reihenhaus)                               | Einzeldenkmal der Sachgesamtheit Gartenstadt Hellerau: Reihenhausgruppe; Teile des so genannten Kleinhausviertels von Hellerau, Beispiele der Reformarchitektur nach 1900, Architekt Kurt Frick, baugeschichtlich, kunsthistorisch und städtebaulich bedeutend. | 09210231 |
|                                         | Gartenstadt Hellerau: Doppelwohnhaus (Einzeldenkmal zu ID-Nr. 09210046)                                                            | Am Schützenfelde 25; 27 (Karte)                                             | 1912 (Doppelwohnhaus)                           | Einzeldenkmal der Sachgesamtheit Gartenstadt Hellerau: Doppelwohnhaus; Teil des so genannten Kleinhausviertels von Hellerau, Beispiel der Reformarchitektur nach 1900, Architekt Kurt Frick, baugeschichtlich, kunsthistorisch und städtebaulich bedeutend. | 09210210 |
|                                         | Gartenstadt Hellerau: Reihenhausgruppe (Einzeldenkmal zu ID-Nr. 09210046)                                                          | Am Schützenfelde 28; 30; 32; 34 (Karte)                                     | 1912 (Reihenhaus)                               | Einzeldenkmal der Sachgesamtheit Gartenstadt Hellerau: Reihenhausgruppe; Teile des so genannten Kleinhausviertels von Hellerau, Beispiele der Reformarchitektur nach 1900, Architekt Kurt Frick, baugeschichtlich, kunsthistorisch und städtebaulich bedeutend. | 09210240 |
|                                         | Gartenstadt Hellerau: Reihenhausgruppe (Einzeldenkmal zu ID-Nr. 09210046)                                                          | Am Schützenfelde 29; 31; 33; 35; 37 (Karte)                                 | 1912 (Reihenhaus)                               | Einzeldenkmal der Sachgesamtheit Gartenstadt Hellerau: Reihenhausgruppe; Teile des so genannten Kleinhausviertels von Hellerau, Beispiele der Reformarchitektur nach 1900, Architekt Kurt Frick, baugeschichtlich, kunsthistorisch und städtebaulich bedeutend. | 09210212 |
|                                         | Gartenstadt Hellerau: Reihenhausgruppe (Einzeldenkmal zu ID-Nr. 09210046)                                                          | Am Schützenfelde 39; 41; 43; 45 (Karte)                                     | 1912 (Reihenhaus)                               | Einzeldenkmal der Sachgesamtheit Gartenstadt Hellerau: Reihenhausgruppe; Teile des so genannten Kleinhausviertels von Hellerau, Beispiele der Reformarchitektur nach 1900, Architekt Kurt Frick, baugeschichtlich, kunsthistorisch und städtebaulich bedeutend. | 09210217 |
|                                         | Gartenstadt Hellerau: Reihenhausgruppe (Einzeldenkmal zu ID-Nr. 09210046)                                                          | Am Schützenfelde 47; 49; 51; 53 (Karte)                                     | 1912 (Reihenhaus)                               | Einzeldenkmal der Sachgesamtheit Gartenstadt Hellerau: Reihenhausgruppe; Teile des so genannten Kleinhausviertels von Hellerau, Beispiele der Reformarchitektur nach 1900, Architekt Kurt Frick, baugeschichtlich, kunsthistorisch und städtebaulich bedeutend. | 09210221 |
|                                         | Gartenstadt Hellerau: Doppelwohnhaus (Einzeldenkmal zu ID-Nr. 09210046)                                                            | Am Schützenfelde 55; 57 (Karte)                                             | 1912 (Doppelwohnhaus)                           | Einzeldenkmal der Sachgesamtheit Gartenstadt Hellerau: Doppelwohnhaus; Teile des so genannten Kleinhausviertels von Hellerau, Beispiele der Reformarchitektur nach 1900, Architekt Kurt Frick, baugeschichtlich, kunsthistorisch und städtebaulich bedeutend. | 09210225 |
|                                         | Gartenstadt Hellerau: Flitterwochenhaus; Schatulle (Einzeldenkmal zu ID-Nr. 09210046)                                              | Am Sonnenhang 1 (Karte)                                                     | 1934 (Wohnhaus)                                 | Einzeldenkmal der Sachgesamtheit Gartenstadt Hellerau: Wohnhaus/Holzhaus; Musterhaus der Deutschen Werkstätten, kleiner Bau (50 m²) mit flach geneigtem Satteldach, Entwurf von Wilhelm Kreis, bauliches Zeugnis der Architekturbewegung um 1930, preiswert und solide gestaltete Wohnhäuser auch in Fertigteilbauweise anzubieten, baugeschichtlich von Bedeutung, als Teil der Gartenstadt Hellerau zudem städtebaulich bedeutend. | 09210244 |
|                                         | Gartenstadt Hellerau: Wohnhaus/Holzhaus (Einzeldenkmal zu ID-Nr. 09210046)                                                         | Am Sonnenhang 2 (Karte)                                                     | 1934/1937 (Wohnhaus)                            | Einzeldenkmal der Sachgesamtheit Gartenstadt Hellerau: Wohnhaus/Holzhaus; Musterhaus der Deutschen Werkstätten, bauliches Zeugnis der Architekturbewegung um 1930, preiswert und solide gestaltete Wohnhäuser auch in Fertigteilbauweise anzubieten, baugeschichtlich von Bedeutung, als Teil der Gartenstadt Hellerau zudem städtebaulich bedeutend. | 09210254 |
|                                         | Gartenstadt Hellerau: Wohnhaus/Holzhaus (Einzeldenkmal zu ID-Nr. 09210046)                                                         | Am Sonnenhang 3 (Karte)                                                     | 1934 (Wohnhaus)                                 | Einzeldenkmal der Sachgesamtheit Gartenstadt Hellerau: Wohnhaus/Holzhaus; Musterhaus der Deutschen Werkstätten, bauliches Zeugnis der Architekturbewegung um 1930, preiswert und solide gestaltete Wohnhäuser auch in Fertigteilbauweise anzubieten, baugeschichtlich von Bedeutung, als Teil der Gartenstadt Hellerau zudem städtebaulich bedeutend. Architekt: Eugen Schwemmle. | 09210245 |
|                                         | Gartenstadt Hellerau: Wohnhaus/Holzhaus (Einzeldenkmal zu ID-Nr. 09210046)                                                         | Am Sonnenhang 4 (Karte)                                                     | 1939 (Wohnhaus)                                 | Einzeldenkmal der Sachgesamtheit Gartenstadt Hellerau: Wohnhaus/Holzhaus; Musterhaus der Deutschen Werkstätten, bauliches Zeugnis der Architekturbewegung um 1930, preiswert und solide gestaltete Wohnhäuser auch in Fertigteilbauweise anzubieten, baugeschichtlich von Bedeutung, als Teil der Gartenstadt Hellerau zudem städtebaulich bedeutend. | 09210255 |
|                                         | Gartenstadt Hellerau: Wohnhaus/Holzhaus (Einzeldenkmal zu ID-Nr. 09210046)                                                         | Am Sonnenhang 5 (Karte)                                                     | 1934 (Wohnhaus)                                 | Einzeldenkmal der Sachgesamtheit Gartenstadt Hellerau: Wohnhaus/Holzhaus; Musterhaus der Deutschen Werkstätten, bauliches Zeugnis der Architekturbewegung um 1930, preiswert und solide gestaltete Wohnhäuser auch in Fertigteilbauweise anzubieten, baugeschichtlich von Bedeutung, als Teil der Gartenstadt Hellerau zudem städtebaulich bedeutend. | 09210246 |
|                                         | Gartenstadt Hellerau: Wohnhaus/Holzhaus (Einzeldenkmal zu ID-Nr. 09210046)                                                         | Am Sonnenhang 6 (Karte)                                                     | 1934 (Wohnhaus)                                 | Einzeldenkmal der Sachgesamtheit Gartenstadt Hellerau: Wohnhaus/Holzhaus (Einzeldenkmal zu ID-Nr. 09210046); Musterhaus der Deutschen Werkstätten, Entwurf von Wilhelm Kreis, bauliches Zeugnis der Architekturbewegung um 1930, preiswert und solide gestaltete Wohnhäuser auch in Fertigteilbauweise anzubieten, baugeschichtlich von Bedeutung, als Teil der Gartenstadt Hellerau zudem städtebaulich bedeutend. | 09210256 |
|                                         | Gartenstadt Hellerau: Wohnhaus/Holzhaus (Einzeldenkmal zu ID-Nr. 09210046)                                                         | Am Sonnenhang 7 (Karte)                                                     | 1934 (Wohnhaus)                                 | Einzeldenkmal der Sachgesamtheit Gartenstadt Hellerau: Wohnhaus/Holzhaus; Musterhaus der Deutschen Werkstätten, bauliches Zeugnis der Architekturbewegung um 1930, preiswert und solide gestaltete Wohnhäuser auch in Fertigteilbauweise anzubieten, baugeschichtlich von Bedeutung, als Teil der Gartenstadt Hellerau zudem städtebaulich bedeutend. | 09210247 |
|                                         | Gartenstadt Hellerau: Wohnhaus/Holzhaus (Einzeldenkmal zu ID-Nr. 09210046)                                                         | Am Sonnenhang 8 (Karte)                                                     | 1934 (Wohnhaus)                                 | Einzeldenkmal der Sachgesamtheit Gartenstadt Hellerau: Wohnhaus/Holzhaus; Musterhaus der Deutschen Werkstätten, bauliches Zeugnis der Architekturbewegung um 1930, preiswert und solide gestaltete Wohnhäuser auch in Fertigteilbauweise anzubieten, baugeschichtlich von Bedeutung, als Teil der Gartenstadt Hellerau zudem städtebaulich bedeutend. Architekt: Wilhelm Jost. | 09210257 |
|                                         | Gartenstadt Hellerau: Wohnhaus/Holzhaus (Einzeldenkmal zu ID-Nr. 09210046)                                                         | Am Sonnenhang 9 (Karte)                                                     | 1934 (Wohnhaus)                                 | Einzeldenkmal der Sachgesamtheit Gartenstadt Hellerau: Wohnhaus/Holzhaus; Musterhaus der Deutschen Werkstätten, Entwurf von Oswin Hempel (1876–1965), bauliches Zeugnis der Architekturbewegung um 1930, preiswert und solide gestaltete Wohnhäuser auch in Fertigteilbauweise anzubieten, baugeschichtlich von Bedeutung, als Teil der Gartenstadt Hellerau zudem städtebaulich bedeutend. | 09210248 |
|                                         | Gartenstadt Hellerau: Wohnhaus/Holzhaus (Einzeldenkmal zu ID-Nr. 09210046)                                                         | Am Sonnenhang 11 (Karte)                                                    | 1934 (Wohnhaus)                                 | Einzeldenkmal der Sachgesamtheit Gartenstadt Hellerau: Wohnhaus/Holzhaus; Musterhaus der Deutschen Werkstätten, Entwurf von Oswin Hempel, bauliches Zeugnis der Architekturbewegung um 1930, preiswert und solide gestaltete Wohnhäuser auch in Fertigteilbauweise anzubieten, baugeschichtlich von Bedeutung, als Teil der Gartenstadt Hellerau zudem städtebaulich bedeutend. | 09210249 |
|                                         | Gartenstadt Hellerau: Wohnhaus/Holzhaus (Einzeldenkmal zu ID-Nr. 09210046)                                                         | Am Sonnenhang 13 (Karte)                                                    | 1934 (Wohnhaus)                                 | Einzeldenkmal der Sachgesamtheit Gartenstadt Hellerau: Wohnhaus/Holzhaus; Musterhaus der Deutschen Werkstätten, Entwurf von Oswin Hempel, bauliches Zeugnis der Architekturbewegung um 1930, preiswert und solide gestaltete Wohnhäuser auch in Fertigteilbauweise anzubieten, baugeschichtlich von Bedeutung, als Teil der Gartenstadt Hellerau zudem städtebaulich bedeutend. | 09210250 |
|                                         | Gartenstadt Hellerau: Wohnhaus/Holzhaus (Einzeldenkmal zu ID-Nr. 09210046)                                                         | Am Sonnenhang 15 (Karte)                                                    | 1934 (Wohnhaus)                                 | Einzeldenkmal der Sachgesamtheit Gartenstadt Hellerau: Wohnhaus/Holzhaus; Musterhaus der Deutschen Werkstätten, Entwurf von Oswin Hempel, bauliches Zeugnis der Architekturbewegung um 1930, preiswert und solide gestaltete Wohnhäuser auch in Fertigteilbauweise anzubieten, baugeschichtlich von Bedeutung, als Teil der Gartenstadt Hellerau zudem städtebaulich bedeutend. | 09210251 |
|                                         | Gartenstadt Hellerau: Wohnhaus/Holzhaus (Einzeldenkmal zu ID-Nr. 09210046)                                                         | Am Sonnenhang 17 (Karte)                                                    | 1934 (Wohnhaus)                                 | Einzeldenkmal der Sachgesamtheit Gartenstadt Hellerau: Wohnhaus/Holzhaus; Musterhaus der Deutschen Werkstätten, bauliches Zeugnis der Architekturbewegung um 1930, preiswert und solide gestaltete Wohnhäuser auch in Fertigteilbauweise anzubieten, baugeschichtlich von Bedeutung, als Teil der Gartenstadt Hellerau zudem städtebaulich bedeutend. | 09210252 |
|                                         | Gartenstadt Hellerau: Wohnhaus/Holzhaus (Einzeldenkmal zu ID-Nr. 09210046)                                                         | Am Sonnenhang 19 (Karte)                                                    | 1934 (Wohnhaus)                                 | Einzeldenkmal der Sachgesamtheit Gartenstadt Hellerau: Wohnhaus/Holzhaus mit Einfriedung, Musterhaus der Deutschen Werkstätten, Entwurf von Wilhelm Kreis, bauliches Zeugnis der Architekturbewegung um 1930, preiswert und solide gestaltete Wohnhäuser auch in Fertigteilbauweise anzubieten, baugeschichtlich von Bedeutung, als Teil der Gartenstadt Hellerau zudem städtebaulich bedeutend. | 09210253 |
|                                         | Gartenstadt Hellerau: Einfamilienwohnhaus (Einzeldenkmal zu ID-Nr. 09210046)                                                       | Am Talkenberg 1 (Karte)                                                     | 1911–1912 (Einfamilienwohnhaus)                 | Einzeldenkmal der Sachgesamtheit Gartenstadt Hellerau: Einfamilienwohnhaus mit Einfriedung, Teil des so genannten Kleinhausviertels von Hellerau, typischer versachlichter und im Sinne eines verfeinerten Heimatstils ländlich erscheinender Bau des berühmten Architekten Riemerschmid, städtebaulich, baugeschichtlich und künstlerisch bedeutend. | 09210258 |
|                                         | Gartenstadt Hellerau: Reihenhausgruppe (Einzeldenkmal zu ID-Nr. 09210046)                                                          | Am Talkenberg 2; 4; 6; 8; 10; 12; 14; 16; 18 (Karte)                        | 1911–1912 (Reihenhaus)                          | Einzeldenkmal der Sachgesamtheit Gartenstadt Hellerau: Reihenhausgruppe (Am Talkenberg 2/4/6/8/10/12/14/16/18 und Ruscheweg 27) mit Einfriedung, Teile des so genannten Kleinhausviertels von Hellerau, typische versachlichte und im Sinne eines verfeinerten Heimatstils ländlich erscheinende Bauten des berühmten Architekten Riemerschmid, städtebaulich, baugeschichtlich und künstlerisch bedeutend. | 09210259 |
|                                         | Gartenstadt Hellerau: Wohnhaus/Holzhaus (Einzeldenkmal zu ID-Nr. 09210046)                                                         | Am Talkenberg 3 (Karte)                                                     | 1934 (Wohnhaus)                                 | Einzeldenkmal der Sachgesamtheit Gartenstadt Hellerau: Wohnhaus/Holzhaus mit Walmdach, Musterhaus der Deutschen Werkstätten, bauliches Zeugnis der Architekturbewegung um 1930, preiswert und solide gestaltete Wohnhäuser auch in Fertigteilbauweise anzubieten, baugeschichtlich von Bedeutung, als Teil der Gartenstadt Hellerau zudem städtebaulich bedeutend. Architekt: Wilhelm Jost. | 09210268 |
|                                         | Gartenstadt Hellerau: Wohnhaus/Holzhaus (Einzeldenkmal zu ID-Nr. 09210046)                                                         | Am Talkenberg 5 (Karte)                                                     | 1934 (Wohnhaus)                                 | Einzeldenkmal der Sachgesamtheit Gartenstadt Hellerau: Wohnhaus/Holzhaus (siehe auch Am Talkenberg 3) mit Walmdach, Musterhaus der Deutschen Werkstätten, bauliches Zeugnis der Architekturbewegung um 1930, preiswert und solide gestaltete Wohnhäuser auch in Fertigteilbauweise anzubieten, baugeschichtlich von Bedeutung, als Teil der Gartenstadt Hellerau zudem städtebaulich bedeutend. | 09210269 |
|                                         | Gartenstadt Hellerau: Wohnhaus/Holzhaus (Einzeldenkmal zu ID-Nr. 09210046)                                                         | Am Talkenberg 7 (Karte)                                                     | 1934 (Wohnhaus)                                 | Einzeldenkmal der Sachgesamtheit Gartenstadt Hellerau: Wohnhaus/Holzhaus mit Satteldach, Musterhaus der Deutschen Werkstätten, bauliches Zeugnis der Architekturbewegung um 1930, preiswert und solide gestaltete Wohnhäuser auch in Fertigteilbauweise anzubieten, baugeschichtlich von Bedeutung, als Teil der Gartenstadt Hellerau zudem städtebaulich bedeutend. | 09210260 |
|                                         | Gartenstadt Hellerau: Wohnhaus/Holzhaus (Einzeldenkmal zu ID-Nr. 09210046)                                                         | Am Talkenberg 9 (Karte)                                                     | 1934 (Wohnhaus)                                 | Einzeldenkmal der Sachgesamtheit Gartenstadt Hellerau: Wohnhaus/Holzhaus mit Einfriedung, Musterhaus der Deutschen Werkstätten mit Satteldach, bauliches Zeugnis der Architekturbewegung um 1930, preiswert und solide gestaltete Wohnhäuser auch in Fertigteilbauweise anzubieten, baugeschichtlich von Bedeutung, als Teil der Gartenstadt Hellerau zudem städtebaulich bedeutend. | 09214341 |
|                                         | Gartenstadt Hellerau: Wohnhaus/Holzhaus (Einzeldenkmal zu ID-Nr. 09210046)                                                         | Am Talkenberg 11 (Karte)                                                    | 1934–1935 (Wohnhaus)                            | Einzeldenkmal der Sachgesamtheit Gartenstadt Hellerau: Wohnhaus/Holzhaus mit Einfriedung, Musterhaus der Deutschen Werkstätten mit Satteldach, bauliches Zeugnis der Architekturbewegung um 1930, preiswert und solide gestaltete Wohnhäuser auch in Fertigteilbauweise anzubieten, baugeschichtlich von Bedeutung, als Teil der Gartenstadt Hellerau zudem städtebaulich bedeutend. Architekt: Adelbert Niemeyer. | 09214342 |
|                                         | Gartenstadt Hellerau: Wohnhaus/Holzhaus (Einzeldenkmal zu ID-Nr. 09210046)                                                         | Am Talkenberg 13 (Karte)                                                    | 1935 (Wohnhaus)                                 | Einzeldenkmal der Sachgesamtheit Gartenstadt Hellerau: Wohnhaus/Holzhaus mit Einfriedung, Musterhaus der Deutschen Werkstätten mit Satteldach, bauliches Zeugnis der Architekturbewegung um 1930, preiswert und solide gestaltete Wohnhäuser auch in Fertigteilbauweise anzubieten, baugeschichtlich von Bedeutung, als Teil der Gartenstadt Hellerau zudem städtebaulich bedeutend. | 09214343 |
|                                         | Gartenstadt Hellerau: Wohnhaus/Holzhaus und Garage (Einzeldenkmal zu ID-Nr. 09210046)                                              | Am Talkenberg 15 (Karte)                                                    | 1934 (Wohnhaus)                                 | Einzeldenkmal der Sachgesamtheit Gartenstadt Hellerau: Wohnhaus/Holzhaus und Garage mit Einfriedung, Musterhaus der Deutschen Werkstätten mit traufständigem Satteldach, bauliches Zeugnis der Architekturbewegung um 1930, preiswert und solide gestaltete Wohnhäuser auch in Fertigteilbauweise anzubieten, baugeschichtlich von Bedeutung, als Teil der Gartenstadt Hellerau zudem städtebaulich bedeutend. Architekt: Erich Loebell. | 09214344 |
|                                         | Gartenstadt Hellerau: Schomerus-Haus (Einzeldenkmal zu ID-Nr. 09210046)                                                            | Am Talkenberg 20 (Karte)                                                    | 1920–1921 (Einfamilienwohnhaus)                 | Einzeldenkmal der Sachgesamtheit Gartenstadt Hellerau: Einfamilienwohnhaus mit Anbau; erster Neubau in Hellerau, der bedeutendsten Gartenstadt Deutschlands, nach dem Ersten Weltkrieg, mit Satteldach und Verbretterungen in Anlehnung an einen Großteil der bis dahin entstandenen Bauten der Umgebung errichtet, städtebaulich, baugeschichtlich, kunsthistorisch bedeutend. Wohnstätte von Johann Gerhard Schomerus (1873–1947), Landwirtschaftsrat in Hellerau. Architekt: Rudolf Stegemann. | 09210278 |
|                                         | Gartenstadt Hellerau: Reihenhausgruppe (Einzeldenkmal zu ID-Nr. 09210046)                                                          | An der Winkelwiese 1; 3 (Karte)                                             | 1911–1912 (Reihenhaus)                          | Einzeldenkmal der Sachgesamtheit Gartenstadt Hellerau: Reihenhausgruppe (An der Winkelwiese 1/3 und Am Hellerrand 29); Teil des so genannten Kleinhausviertels von Hellerau, bemerkenswertes Beispiel der Reformarchitektur nach 1900, Entwurf von Hermann Muthesius, für dessen Architektur charakteristisches, traditionell gestaltetes und auf die wesentlichen Bauteile reduziertes sowie versachlichtes Gebäude, dominierend die hohen Giebel, baugeschichtlich, künstlerisch und städtebaulich bedeutend. | 09210279 |
|                                         | Gartenstadt Hellerau: Doppelwohnhaus mit Nebengebäude (Einzeldenkmal zu ID-Nr. 09210046)                                           | An der Winkelwiese 2; 4 (Karte)                                             | 1911–1912 (Doppelwohnhaus)                      | Einzeldenkmal der Sachgesamtheit Gartenstadt Hellerau: Doppelwohnhaus mit Nebengebäude mit Einfriedung, Teil des so genannten Kleinhausviertels von Hellerau, bemerkenswertes Beispiel der Reformarchitektur nach 1900, Entwurf von Hermann Muthesius, für dessen Architektur charakteristisches, traditionell gestaltetes und auf die wesentlichen Bauteile reduziertes sowie versachlichtes Gebäude, dominierend die hohen Giebel, baugeschichtlich, künstlerisch und städtebaulich bedeutend. | 09210288 |
|                                         | Gartenstadt Hellerau: Doppelwohnhaus (Einzeldenkmal zu ID-Nr. 09210046)                                                            | An der Winkelwiese 5; 7 (Karte)                                             | 1911–1912 (Doppelwohnhaus)                      | Einzeldenkmal der Sachgesamtheit Gartenstadt Hellerau: Doppelwohnhaus mit Einfriedung, Teil des so genannten Kleinhausviertels von Hellerau, bemerkenswertes Beispiel der Reformarchitektur nach 1900, Entwurf von Hermann Muthesius, für dessen Architektur charakteristisches, traditionell gestaltetes und auf die wesentlichen Bauteile reduziertes sowie versachlichtes Gebäude, dominierend die hohen Giebel, baugeschichtlich, künstlerisch und städtebaulich bedeutend. | 09210281 |
|                                         | Gartenstadt Hellerau: Reihenhausgruppe über L-förmigem Grundriss (Einzeldenkmal zu ID-Nr. 09210046)                                | An der Winkelwiese 6; 8; 10; 12 (Karte)                                     | 1911–1912 (Reihenhaus)                          | Einzeldenkmal der Sachgesamtheit Gartenstadt Hellerau: Reihenhausgruppe (An der Winkelwiese 6/8/10/12 und Am Dorffrieden 2) über L-förmigem Grundriss mit Einfriedung, Teile des so genannten Kleinhausviertels von Hellerau, bemerkenswerte Beispiele der Reformarchitektur nach 1900, Entwurf von Hermann Muthesius, für dessen Architektur charakteristische, traditionell gestaltete und auf die wesentlichen Bauteile reduzierte sowie versachlichte Gebäude, dominierend die hohen Giebel, baugeschichtlich, künstlerisch und städtebaulich bedeutend. | 09210289 |
|                                         | Gartenstadt Hellerau: Reihenhausgruppe (Einzeldenkmal zu ID-Nr. 09210046)                                                          | An der Winkelwiese 9; 11; 13; 15 (Karte)                                    | 1911–1912 (Reihenhaus)                          | Einzeldenkmal der Sachgesamtheit Gartenstadt Hellerau: Reihenhausgruppe mit Einfriedung, Teile des so genannten Kleinhausviertels von Hellerau, bemerkenswerte Beispiele der Reformarchitektur nach 1900, Entwurf von Hermann Muthesius, für dessen Architektur charakteristische, traditionell gestaltete und auf die wesentlichen Bauteile reduzierte sowie versachlichte Gebäude, dominierend die hohen Giebel, baugeschichtlich, künstlerisch und städtebaulich bedeutend. | 09210283 |
|                                         | Gartenstadt Hellerau: Reihenhausgruppe über L-förmigem Grundriss (Einzeldenkmal zu ID-Nr. 09210046)                                | An der Winkelwiese 14; 16; 18; 20; 22 (Karte)                               | 1911–1912 (Reihenhaus)                          | Einzeldenkmal der Sachgesamtheit Gartenstadt Hellerau: Reihenhausgruppe (An der Winkelwiese 14/16/18/20/22 und Am Dorffrieden 1) über L-förmigem Grundriss mit Einfriedung, Teil des so genannten Kleinhausviertels von Hellerau, bemerkenswerte Beispiele der Reformarchitektur nach 1900, Entwurf von Hermann Muthesius, für dessen Architektur charakteristische, traditionell gestaltete und auf die wesentlichen Bauteile reduzierte sowie versachlichte Gebäude, dominierend die hohen Giebel, baugeschichtlich, künstlerisch und städtebaulich bedeutend. | 09210293 |
|                                         | Gartenstadt Hellerau: Doppelwohnhaus mit Einfriedung (Einzeldenkmal zu ID-Nr. 09210046)                                            | An der Winkelwiese 17; 19 (Karte)                                           | 1911–1912 (Doppelwohnhaus)                      | Einzeldenkmal der Sachgesamtheit Gartenstadt Hellerau: Doppelwohnhaus mit Einfriedung; Teil des so genannten Kleinhausviertels von Hellerau, bemerkenswertes Beispiel der Reformarchitektur nach 1900, Entwurf von Hermann Muthesius, für dessen Architektur charakteristisches, traditionell gestaltetes und auf die wesentlichen Bauteile reduziertes sowie versachlichtes Gebäude, dominierend die hohen Giebel, baugeschichtlich, künstlerisch und städtebaulich bedeutend. | 09210287 |
|                                         | Gartenstadt Hellerau: Doppelwohnhaus (Einzeldenkmal zu ID-Nr. 09210046)                                                            | An der Winkelwiese 24 (Karte)                                               | 1911–1912 (Doppelwohnhaus)                      | Einzeldenkmal der Sachgesamtheit Gartenstadt Hellerau: Doppelwohnhaus (An der Winkelwiese 24 und Karl-Liebknecht-Straße 16) mit Einfriedung, Teil des so genannten Kleinhausviertels von Hellerau, bemerkenswertes Beispiel der Reformarchitektur nach 1900, Entwurf von Hermann Muthesius, für dessen Architektur charakteristisches, traditionell gestaltetes und auf die wesentlichen Bauteile reduziertes sowie versachlichtes Gebäude, dominierend die hohen Giebel, baugeschichtlich, künstlerisch und städtebaulich bedeutend. | 09210298 |
|                                         | Gartenstadt Hellerau: Haus Denso (Einzeldenkmal zu ID-Nr. 09210046)                                                                | Auf dem Sand 1 (Karte)                                                      | 1911 (Villa)                                    | Einzeldenkmal der Sachgesamtheit Gartenstadt Hellerau: Villa/Einfamilienhaus; bemerkenswertes Beispiel der Reformarchitektur nach 1900, zudem Teil der bedeutendsten Gartenstadt Deutschlands, baugeschichtlich, künstlerisch und städtebaulich bedeutend. Architekt: German Bestelmeyer (1874–1942), Bauherr und erster Bewohner war der Schmetterlingsforscher Paul Denso (1873–1944). | 09210299 |
|                                         | Gartenstadt Hellerau: Haus Mühlberg (Einzeldenkmal zu ID-Nr. 09210046)                                                             | Auf dem Sand 3 (Karte)                                                      | 1921–1922 (Wohnhaus)                            | Einzeldenkmal der Sachgesamtheit Gartenstadt Hellerau: Wohnhaus/Holzhaus mit Einfriedung, Musterhaus der Deutschen Werkstätten (Typ H3B) mit Satteldach, bauliches Zeugnis der Architekturbewegung um 1930, preiswert und solide gestaltete Wohnhäuser auch in Fertigteilbauweise anzubieten, baugeschichtlich von Bedeutung, als Teil der Gartenstadt Hellerau zudem städtebaulich bedeutend. | 09210313 |
|                                         | Gartenstadt Hellerau: Haus Ida Jäger – Elisabeth Werner (Einzeldenkmal zu ID-Nr. 09210046)                                         | Auf dem Sand 4 (Karte)                                                      | 1910 (Villa)                                    | Einzeldenkmal der Sachgesamtheit Gartenstadt Hellerau: Villa/Einfamilienhaus mit Einfriedung, bemerkenswertes Beispiel der Reformarchitektur nach 1900, zudem Teil der bedeutendsten Gartenstadt Deutschlands, baugeschichtlich, künstlerisch und städtebaulich bedeutend. Architekt: Heinrich Tscharmann (1859–1932). | 09210300 |
|                                         | Gartenstadt Hellerau: Haus Hans Gebhard (Einzeldenkmal zu ID-Nr. 09210046)                                                         | Auf dem Sand 5 (Karte)                                                      | 1914 (Einfamilienwohnhaus)                      | Einzeldenkmal der Sachgesamtheit Gartenstadt Hellerau: Einfamilienhaus mit Einfriedung, bemerkenswertes Beispiel der Reformarchitektur nach 1900, zudem Teil der bedeutendsten Gartenstadt Deutschlands, baugeschichtlich, künstlerisch und städtebaulich bedeutend. Wohnhaus von Hans Gebhard-Elsaß (1882–1947), Komponist und Lehrer an der Bildungsanstalt Jaques-Dalcroze. Architekt: Kurt Frick. | 09210304 |
|                                         | Gartenstadt Hellerau: Haus Starke (Einzeldenkmal zu ID-Nr. 09210046)                                                               | Auf dem Sand 6 (Karte)                                                      | 1910 (Villa)                                    | Einzeldenkmal der Sachgesamtheit Gartenstadt Hellerau: Villa/Einfamilienhaus mit Einfriedung, bemerkenswertes Beispiel der Reformarchitektur nach 1900, zudem Teil der bedeutendsten Gartenstadt Deutschlands, baugeschichtlich, künstlerisch und städtebaulich bedeutend. Architekt: Oswin Hempel. | 09210301 |
|                                         | Gartenstadt Hellerau: Garage (Einzeldenkmal zu ID-Nr. 09210046)                                                                    | Auf dem Sand 7 (Karte)                                                      | um 1912 oder um 1925 (Garage)                   | Einzeldenkmal der Sachgesamtheit Gartenstadt Hellerau: Garage mit Überdachung und Treppenabgang, charakteristischer Garagenbau aus dem ersten Viertel des 20. Jahrhunderts, baugeschichtlich bedeutend, im Zusammenhang mit Hellerau städtebaulich bedeutend, markiert wichtigen Blickpunkt in der Kurve, dabei auch von Belang für das Ortsbild. | 09210040 |
|                                         | Gartenstadt Hellerau: Villa/Einfamilienhaus (Einzeldenkmal zu ID-Nr. 09210046)                                                     | Auf dem Sand 8 (Karte)                                                      | 1910 (Villa)                                    | Einzeldenkmal der Sachgesamtheit Gartenstadt Hellerau: Villa/Einfamilienhaus mit Einfriedung, bemerkenswertes Beispiel der Reformarchitektur nach 1900, zudem Teil der bedeutendsten Gartenstadt Deutschlands, baugeschichtlich, künstlerisch und städtebaulich bedeutend. Architekt: Alexander Horath. | 09210302 |
|                                         | Gartenstadt Hellerau: Wohnhaus (Einzeldenkmal zu ID-Nr. 09210046)                                                                  | Auf dem Sand 9 (Karte)                                                      | 1914 (Wohnhaus)                                 | Einzeldenkmal der Sachgesamtheit Gartenstadt Hellerau: Wohnhaus mit Einfriedung, Beispiel der Reformarchitektur nach 1900, zudem Teil der bedeutendsten Gartenstadt Deutschlands, baugeschichtlich und städtebaulich bedeutend. | 09210305 |
|                                         | Gartenstadt Hellerau: Haus Dalcroze (Einzeldenkmal zu ID-Nr. 09210046)                                                             | Auf dem Sand 10 (Karte)                                                     | 1910–1911 (Villa)                               | Einzeldenkmal der Sachgesamtheit Gartenstadt Hellerau: Villa/Einfamilienhaus mit Heckeneinfriedung und Tor; bemerkenswertes Beispiel der Reformarchitektur nach 1900, zudem Teil der bedeutendsten Gartenstadt Deutschlands, Wohnstätte von Émile Jaques-Dalcroze (1865–1950), baugeschichtlich, personengeschichtlich, künstlerisch und städtebaulich bedeutend. Architekt: Richard Riemerschmid. | 09210303 |
|                                         | Gartenstadt Hellerau: Haus Gorter (Einzeldenkmal zu ID-Nr. 09210046)                                                               | Auf dem Sand 11 (Karte)                                                     | 1911 (Villa)                                    | Einzeldenkmal der Sachgesamtheit Gartenstadt Hellerau: Villa/Einfamilienhaus; bemerkenswertes Beispiel der Reformarchitektur nach 1900, zudem Teil der bedeutendsten Gartenstadt Deutschlands, baugeschichtlich, künstlerisch und städtebaulich bedeutend. Wohnhaus von Nina Gorter (1866–1922), danach bis 1930 von Jakob Hegner (1882–1962). Architekt: Hermann Muthesius. | 09210306 |
|                                         | Gartenstadt Hellerau: Haus Gustav Lehmann (Einzeldenkmal zu ID-Nr. 09210046)                                                       | Auf dem Sand 12 (Karte)                                                     | 1911 (Einfamilienwohnhaus)                      | Einzeldenkmal der Sachgesamtheit Gartenstadt Hellerau: Villa/Einfamilienhaus mit Einfriedung, bemerkenswertes Beispiel der Reformarchitektur und eines frühen Rationalismus nach 1900, Entwurf von Heinrich Tessenow, charakteristisch für dessen auf das Wesentliche reduzierte, minimalistische Gestaltungsweise, baugeschichtlich und künstlerisch bedeutend, zudem als Teil der wichtigsten Gartenstadt Deutschlands städtebaulich wertvoll. | 09210312 |
|                                         | Gartenstadt Hellerau: Haus Horneffer-Bienert (Einzeldenkmal zu ID-Nr. 09210046)                                                    | Auf dem Sand 13; 15 (Karte)                                                 | 1910 Doppelvilla (Villa)                        | Einzeldenkmal der Sachgesamtheit Gartenstadt Hellerau: Doppelvilla mit Einfriedung, Wohnstätte von Friedrich Bienert (1891–1969), bemerkenswertes Beispiel der Reformarchitektur nach 1900, zudem Teil der bedeutendsten Gartenstadt Deutschlands, baugeschichtlich, künstlerisch, personengeschichtlich und städtebaulich bedeutend. Doppelvilla mit Einfriedung, erbaut von Hermann Muthesius, von August Horneffer (1875–1955) sowie von Ida Bienert (1870–1965) mit Familie bewohnt. | 09210307 |
|                                         | Gartenstadt Hellerau: Wohnhaus/Holzhaus (Einzeldenkmal zu ID-Nr. 09210046)                                                         | Auf dem Sand 16 (Karte)                                                     | 1923 (Wohnhaus)                                 | Einzeldenkmal der Sachgesamtheit Gartenstadt Hellerau:Wohnhaus/Holzhaus mit Einfriedung, traufständiges, weit vorkragendes flaches Satteldach, Beispiel der Fertigteilbauweise um 1930, zudem Teil der bedeutendsten Gartenstadt Deutschlands, baugeschichtlich, künstlerisch und städtebaulich bedeutend. | 09210314 |
|                                         | Gartenstadt Hellerau: Haus Martin Zollmann (Einzeldenkmal zu ID-Nr. 09210046)                                                      | Auf dem Sand 17 (Karte)                                                     | 1909–1910 (Villa)                               | Einzeldenkmal der Sachgesamtheit Gartenstadt Hellerau: Villa/Einfamilienhaus; bemerkenswertes Beispiel der Reformarchitektur nach 1900, zudem Teil der bedeutendsten Gartenstadt Deutschlands, baugeschichtlich, künstlerisch und städtebaulich bedeutend. Architekt: Theodor Fischer. | 09210309 |
|                                         | Gartenstadt Hellerau: Haus Arthur Fischer (Einzeldenkmal zu ID-Nr. 09210046)                                                       | Auf dem Sand 19 (Karte)                                                     | 1911–1912 (Villa)                               | Einzeldenkmal der Sachgesamtheit Gartenstadt Hellerau: Villa/Einfamilienhaus mit Einfriedung, bemerkenswertes Beispiel der Reformarchitektur nach 1900, zudem Teil der bedeutendsten Gartenstadt Deutschlands, baugeschichtlich, künstlerisch und städtebaulich bedeutend. | 09210310 |
|                                         | Gartenstadt Hellerau: Villa/Einfamilienhaus (Einzeldenkmal zu ID-Nr. 09210046)                                                     | Auf dem Sand 21 (Karte)                                                     | 1911–1912 (Villa)                               | Einzeldenkmal der Sachgesamtheit Gartenstadt Hellerau: Villa/Einfamilienhaus; bemerkenswertes Beispiel der Reformarchitektur nach 1900, zudem Teil der bedeutendsten Gartenstadt Deutschlands, baugeschichtlich, künstlerisch und städtebaulich bedeutend. | 09210311 |
|                                         | Gartenstadt Hellerau: Wohnhaus/Holzhaus (Einzeldenkmal zu ID-Nr. 09210046)                                                         | Auf dem Sand 26 (Karte)                                                     | 1924 (Wohnhaus)                                 | Einzeldenkmal der Sachgesamtheit Gartenstadt Hellerau: Wohnhaus/Holzhaus mit Einfriedung, ein sogenanntes De-We-Plattenhaus (Deutsche Werkstätten, Holzhaustyp H 118), nach Entwurf des Architekten Bruno Paul (1874–1968), charakteristisches Fertigteilhaus um 1930, baugeschichtlich von Bedeutung, zudem als Teil der bedeutendsten Gartenstadt Deutschlands auch städtebaulich wertvoll. | 09210318 |
|                                         | Gartenstadt Hellerau: Einfamilienwohnhaus und Garage (Einzeldenkmal zu ID-Nr. 09210046)                                            | Auf dem Sand 27a (Karte)                                                    | um 1910 (Einfamilienwohnhaus)                   | Einzeldenkmal der Sachgesamtheit Gartenstadt Hellerau: Einfamilienwohnhaus und Garage mit Einfriedung, Wohnhaus mit steilem Satteldach, Fledermausgaupe, bemerkenswertes Beispiel der Reformarchitektur nach 1900, zudem Teil der bedeutendsten Gartenstadt Deutschlands, baugeschichtlich, künstlerisch und städtebaulich bedeutend. | 09210315 |
|                                         | Gartenstadt Hellerau: Einfamilienwohnhaus und Garage (Einzeldenkmal zu ID-Nr. 09210046)                                            | Auf dem Sand 29 (Karte)                                                     | um 1910 (Einfamilienwohnhaus)                   | Einzeldenkmal der Sachgesamtheit Gartenstadt Hellerau: Einfamilienwohnhaus und Garage mit Einfriedung, Wohnhaus mit Walmdach, bemerkenswertes Beispiel der Reformarchitektur nach 1900, zudem Teil der bedeutendsten Gartenstadt Deutschlands, baugeschichtlich, künstlerisch und städtebaulich bedeutend. | 09210316 |
|                                         | Gartenstadt Hellerau: Reihenhausgruppe in L-förmiger Bebauung (Einzeldenkmal zu ID-Nr. 09210046)                                   | Beim Gräbchen 1; 3; 5; 7 (Karte)                                            | 1911 (Reihenhaus)                               | Einzeldenkmal der Sachgesamtheit Gartenstadt Hellerau: Reihenhausgruppe in L-förmiger Bebauung mit Einfriedung, Teile des so genannten Kleinhausviertels von Hellerau, bemerkenswerte Beispiele der Reformarchitektur nach 1900, Entwurf von Hermann Muthesius, für dessen Architektur charakteristische, traditionell gestaltete und auf die wesentlichen Bauteile reduzierte sowie versachlichte Gebäude, dominierend die hohen Giebel, baugeschichtlich, künstlerisch und städtebaulich bedeutend. | 09210317 |
|                                         | Gartenstadt Hellerau: Doppelwohnhaus (Einzeldenkmal zu ID-Nr. 09210046)                                                            | Beim Gräbchen 2 (Karte)                                                     | 1911–1912 (Doppelwohnhaus)                      | Einzeldenkmal der Sachgesamtheit Gartenstadt Hellerau: Doppelwohnhaus (Beim Gräbchen 2 und Karl-Liebknecht-Straße 17) mit Einfriedung, Teil des so genannten Kleinhausviertels von Hellerau, bemerkenswertes Beispiel der Reformarchitektur nach 1900, Entwurf von Hermann Muthesius, für dessen Architektur charakteristisches, traditionell gestaltetes und auf die wesentlichen Bauteile reduziertes sowie versachlichtes Gebäude, dominierend die hohen Giebel, baugeschichtlich, künstlerisch und städtebaulich bedeutend. | 09210323 |
|                                         | Gartenstadt Hellerau: Zweifamilienhaus (Einzeldenkmal zu ID-Nr. 09210046)                                                          | Beim Gräbchen 4 (Karte)                                                     | 1910 (Mehrfamilienwohnhaus)                     | Einzeldenkmal der Sachgesamtheit Gartenstadt Hellerau: Zweifamilienhaus mit Einfriedung, Teil des so genannten Kleinhausviertels von Hellerau, bemerkenswertes Beispiel der Reformarchitektur nach 1900, Entwurf von Hermann Muthesius, für dessen Architektur charakteristisches, traditionell gestaltetes und zugleich versachlichtes Gebäude, Typ mit überstehendem Obergeschoss und weit auskragendem Walmdach, als Werkmeisterhaus bezeichnet, baugeschichtlich, künstlerisch und städtebaulich bedeutend. | 09210324 |
|                                         | Gartenstadt Hellerau: Reihenhausgruppe (Einzeldenkmal zu ID-Nr. 09210046)                                                          | Beim Gräbchen 6; 8; 10; 12; 14; 16 (Karte)                                  | 1909–1910 (Reihenhaus)                          | Einzeldenkmal der Sachgesamtheit Gartenstadt Hellerau: Reihenhausgruppe mit Einfriedung, Teile des so genannten Kleinhausviertels von Hellerau, bemerkenswerte Beispiele der Reformarchitektur nach 1900, Entwurf von Hermann Muthesius, für dessen Architektur charakteristische, traditionell gestaltete und auf die wesentlichen Bauteile reduzierte sowie versachlichte Gebäude, dominierend die hohen Giebel, baugeschichtlich, künstlerisch und städtebaulich bedeutend. | 09210325 |
|                                         | Gartenstadt Hellerau: Doppelwohnhaus/Vierfamilienhaus (Einzeldenkmal zu ID-Nr. 09210046)                                           | Beim Gräbchen 9; 11 (Karte)                                                 | 1910 (Doppelwohnhaus)                           | Einzeldenkmal der Sachgesamtheit Gartenstadt Hellerau: Doppelwohnhaus/Vierfamilienhaus mit Einfriedung, Teil des so genannten Kleinhausviertels von Hellerau, bemerkenswertes Beispiel der Reformarchitektur nach 1900, Entwurf von Hermann Muthesius, für dessen Architektur charakteristisches, traditionell gestaltetes und zugleich versachlichtes Gebäude, Typ mit Motiv des konstruktiv bedingten Überstandes bei hölzernen Obergeschossen ländlicher Häuser und weit auskragendem Walmdach, baugeschichtlich, künstlerisch und städtebaulich bedeutend. | 09210321 |
|                                         | Gartenstadt Hellerau: Doppelwohnhaus/Vierfamilienhaus (Einzeldenkmal zu ID-Nr. 09210046)                                           | Beim Gräbchen 13; 15 (Karte)                                                | 1910 (Doppelwohnhaus)                           | Einzeldenkmal der Sachgesamtheit Gartenstadt Hellerau: Doppelwohnhaus/Vierfamilienhaus mit Einfriedung, Teil des so genannten Kleinhausviertels von Hellerau, bemerkenswertes Beispiel der Reformarchitektur nach 1900, Entwurf von Hermann Muthesius, für dessen Architektur charakteristisches, traditionell gestaltetes und zugleich versachlichtes Gebäude, Typ mit Motiv des konstruktiv bedingten Überstandes bei hölzernen Obergeschossen ländlicher Häuser und weit auskragendem Walmdach, baugeschichtlich, künstlerisch und städtebaulich bedeutend. | 09210322 |
|                                         | Gartenstadt Hellerau: Haus Salute (Einzeldenkmal zu ID-Nr. 09210046)                                                               | Boltenhagener Straße 163 (Karte)                                            | um 1910 (Wohnhaus)                              | Einzeldenkmal der Sachgesamtheit Gartenstadt Hellerau: Wohnhaus mit Einfriedung, Beispiel der Reformarchitektur nach 1900, ausgewogen proportionierter Bau mit Mansarddach, Klappläden und weniger akzentuierender Ornamentik, baugeschichtlich bedeutend, zudem als Teil der bedeutendsten Gartenstadt Deutschlands städtebaulich wertvoll. | 09301497 |
|                                         | Gartenstadt Hellerau: Wohnhaus (Einzeldenkmal zu ID-Nr. 09210046)                                                                  | Brunnenweg 18 (Karte)                                                       | 1920–1921 (Wohnhaus)                            | Einzeldenkmal der Sachgesamtheit Gartenstadt Hellerau: Wohnhaus; gestalterisch anspruchsvolles Einfamilienhaus in teilweise sichtbarem Bruchsteinmauerwerk mit holzverschalten Bereichen, anschließender Gebäudeflügel bauzeitlich mit Stall und Heuboden, rückwärtiger runder Treppenturm, vom Architekten Gustav Lüdecke für den Eigenbedarf geplant, baugeschichtlich und künstlerisch von Bedeutung, als Teil der Gartenstadt Hellerau zudem städtebaulich wertvoll (siehe auch Brunnenweg 20). | 09210441 |
|                                         | Gartenstadt Hellerau: Wohnhaus und kleiner Schuppen (Einzeldenkmal zu ID-Nr. 09210046)                                             | Brunnenweg 20 (Karte)                                                       | 1921–1922 (Wohnhaus)                            | Einzeldenkmal der Sachgesamtheit Gartenstadt Hellerau: Wohnhaus und kleiner Schuppen; gestalterisch anspruchsvolles Einfamilienhaus in teilweise sichtbarem Bruchsteinmauerwerk mit holzverschalten Bereichen, baugeschichtlich und künstlerisch von Bedeutung, als Teil der Gartenstadt Hellerau zudem städtebaulich wertvoll (siehe auch Brunnenweg 18). | 09210442 |
|                                         | Gartenstadt Hellerau: Wohnhaus/Holzhaus (Einzeldenkmal zu ID-Nr. 09210046)                                                         | Friedersdorfer Weg 27 (Karte)                                               | 1921–1922 (Wohnhaus)                            | Einzeldenkmal der Sachgesamtheit Gartenstadt Hellerau: Wohnhaus/Holzhaus mit Satteldach, Musterhaus der Deutschen Werkstätten (Typ H3B), bauliches Zeugnis der Architekturbewegung um 1930, preiswert und solide gestaltete Wohnhäuser auch in Fertigteilbauweise anzubieten, baugeschichtlich von Bedeutung, als Teil der Gartenstadt Hellerau zudem städtebaulich bedeutend. | 09210430 |
|                                         | Gartenstadt Hellerau: Wohnhaus/Holzhaus (Einzeldenkmal zu ID-Nr. 09210046)                                                         | Grüne Telle 4 (Karte)                                                       | 1939 (Wohnhaus)                                 | Einzeldenkmal der Sachgesamtheit Gartenstadt Hellerau: Wohnhaus/Holzhaus mit Einfriedung, Wohnhaus mit flach geneigtem Walmdach, bauliches Zeugnis der Architekturbewegung um 1930, preiswert und solide gestaltete Wohnhäuser auch in Fertigteilbauweise anzubieten, baugeschichtlich von Bedeutung, als Teil der Gartenstadt Hellerau zudem städtebaulich bedeutend. | 09210444 |
|                                         | Gartenstadt Hellerau: Wohnhaus/Holzhaus (Einzeldenkmal zu ID-Nr. 09210046)                                                         | Grüne Telle 5 (Karte)                                                       |                                                 | Einzeldenkmal der Sachgesamtheit Gartenstadt Hellerau: Wohnhaus/Holzhaus mit Einfriedung, bauliches Zeugnis der Architekturbewegung um 1930, preiswert und solide gestaltete Wohnhäuser auch in Fertigteilbauweise anzubieten, baugeschichtlich und personengeschichtlich von Bedeutung, als Teil der Gartenstadt Hellerau zudem städtebaulich bedeutend. | 09210446 |
|                                         | Gartenstadt Hellerau: Haus Sinkwitz (Einzeldenkmal zu ID-Nr. 09210046)                                                             | Grüne Telle 6 (Karte)                                                       | 1931 (Wohnhaus)                                 | Einzeldenkmal der Sachgesamtheit Gartenstadt Hellerau: Wohnhaus/Holzhaus mit Einfriedung, Wohnhaus mit flach geneigtem Walmdach, erbaut als Einfamilienhaus mit Atelier für den Maler und Grafiker Paul Sinkwitz (1899–1981), Architekt Fritz Steudtner (1896–1986), bauliches Zeugnis der Architekturbewegung um 1930, preiswert und solide gestaltete Wohnhäuser auch in Fertigteilbauweise anzubieten, baugeschichtlich und personengeschichtlich von Bedeutung, als Teil der Gartenstadt Hellerau zudem städtebaulich bedeutend. Ab 1955 Wohnstätte von Dore Mönkemeyer-Corty (1890–1970). | 09210445 |
|                                         | Gartenstadt Hellerau: Doppelvilla (Einzeldenkmal zu ID-Nr. 09210046)                                                               | Heideweg 9; 11 (Karte)                                                      | 1922 Doppelvilla (Villa)                        | Einzeldenkmal der Sachgesamtheit Gartenstadt Hellerau: Doppelvilla mit Einfriedung, bemerkenswertes Beispiel der bis um 1925 nachwirkenden Reformarchitektur, markant die gestaffelten Walmdächer, beide Hälften spiegelbildlich, traditioneller, versachlichter Bau, zudem Teil der bedeutendsten Gartenstadt Deutschlands, baugeschichtlich, künstlerisch und städtebaulich bedeutend. | 09210335 |
|                                         | Gartenstadt Hellerau: Haus Martin Kuntze (Einzeldenkmal zu ID-Nr. 09210046)                                                        | Heideweg 10; 12 (Karte)                                                     | 1912 (Villa), 1912 (Atelier)                    | Einzeldenkmal der Sachgesamtheit Gartenstadt Hellerau: Villa/Einfamilienwohnhaus mit Atelieranbau, dazu Garage, mit Einfriedung (Heckeneinfriedung) und Toranlage vor Garage, letztere jünger, Anwesen für Kunstmaler und Bildhauer Martin Kuntze erbaut, bemerkenswertes Beispiel der Reformarchitektur nach 1900, zudem Teil der bedeutendsten Gartenstadt Deutschlands, baugeschichtlich, künstlerisch und städtebaulich bedeutend. | 09210331 |
|                                         | Gartenstadt Hellerau: Wohnhaus/Holzhaus (Einzeldenkmal zu ID-Nr. 09210046)                                                         | Heideweg 13 (Karte)                                                         | 1937 (Wohnhaus)                                 | Einzeldenkmal der Sachgesamtheit Gartenstadt Hellerau: Wohnhaus/Holzhaus mit Einfriedung, mit steilem Satteldach, Musterhaus der Deutschen Werkstätten, bauliches Zeugnis der Architekturbewegung um 1930, preiswert und solide gestaltete Wohnhäuser auch in Fertigteilbauweise anzubieten, baugeschichtlich von Bedeutung, als Teil der Gartenstadt Hellerau zudem städtebaulich wertvoll. | 09210332 |
|                                         | Gartenstadt Hellerau: Wohnhaus/Holzhaus mit Nebengebäude (Einzeldenkmal zu ID-Nr. 09210046)                                        | Heideweg 15 (Karte)                                                         | 1921 (Wohnhaus)                                 | Einzeldenkmal der Sachgesamtheit Gartenstadt Hellerau: Wohnhaus/Holzhaus mit Nebengebäude; erstes so genanntes Maschinenhaus der Deutschen Werkstätten Hellerau, bauliches Zeugnis der Architekturbewegung um 1930, preiswert und solide gestaltete Wohnhäuser auch in Fertigteilbauweise anzubieten, baugeschichtlich von Bedeutung, als Teil der Gartenstadt Hellerau zudem städtebaulich wertvoll; erstes Musterhaus nach Entwurf von Karl Bertsch (1873–1933). | 09210350 |
|                                         | Gartenstadt Hellerau: Haus Dohrn (Einzeldenkmal zu ID-Nr. 09210046)                                                                | Heideweg 20 (Karte)                                                         | 1909–1910 (Villa)                               | Einzeldenkmal der Sachgesamtheit Gartenstadt Hellerau: Villa/Einfamilienwohnhaus; Anwesen des Hellerauer Mäzens Wolf Dohrn (1878–1914), errichtet nach Plänen von Theodor Fischer (1862–1938), dem in Deutschland „einflussreichsten und bedeutendsten Architekten vor dem Ersten Weltkrieg“ (nach Nerdinger), bemerkenswertes Beispiel der Reformarchitektur nach 1900, klar aufgebauter Rechteckbau mit Walmdach, zudem Teil der wichtigsten Gartenstadt Deutschlands, baugeschichtlich, personengeschichtlich, künstlerisch und städtebaulich bedeutend. | 09210413 |
|                                         | Gartenstadt Hellerau: Pförtnerhaus und Toranlage von Haus Dohrn (Heideweg 20) (Einzeldenkmal zu ID-Nr. 09210046)                   | Heideweg 22 (Karte)                                                         | 1911 (Wohnhaus)                                 | Einzeldenkmal der Sachgesamtheit Gartenstadt Hellerau: Pförtnerhaus und Toranlage von Haus Dohrn; heute Wohnhaus, klar aufgebauter Kubus mit Walmdach, bemerkenswertes Beispiel der Reformarchitektur und eines frühen Rationalismus nach 1900, Entwurf von Heinrich Tessenow, charakteristisch für dessen auf das Wesentliche reduzierte, minimalistische Gestaltungsweise, baugeschichtlich und künstlerisch bedeutend, zudem als Teil der wichtigsten Gartenstadt Deutschlands städtebaulich wertvoll. | 09210333 |
|                                         | Gartenstadt Hellerau: zwei Einfamilienhäuser einschl. Hausterrassen, Plastiken und Nebengebäude (Einzeldenkmal zu ID-Nr. 09210046) | Heideweg 24; 26 (Karte)                                                     | 1910 (Einfamilienwohnhaus) 1910 (Statue)        | Einzeldenkmal der Sachgesamtheit Gartenstadt Hellerau: zwei durch einen niedrigeren Verbindungstrakt mit Waschküche und Abstellräumen verbundene Einfamilienhäuser einschließlich Hausterrassen, Plastiken und Nebengebäude mit Einfriedung, im so genannten Villenviertel der Gartenstadt gelegen, bemerkenswerte Beispiele der Reformarchitektur und eines frühen Rationalismus nach 1900, Entwurf von Heinrich Tessenow, charakteristisch für dessen auf das Wesentliche reduzierte, minimalistische Gestaltungsweise, mit kubische Baukörpern, hohen Walmdächer, glatten Wandflächen, sparsam verteilten Fenstern und ebenerdigen Zugängen ähneln Gebäude Goethes Gartenhaus in Weimar als Inbegriff des Ur-Hauses der deutschen Kultur, baugeschichtlich und künstlerisch bedeutend, zudem als Teil der wichtigsten Gartenstadt Deutschlands städtebaulich wertvoll. | 09210334 |
|                                         | Gartenstadt Hellerau: Wohnhaus (Einzeldenkmal zu ID-Nr. 09210046)                                                                  | Heideweg 28 (Karte)                                                         | 1935 (Wohnhaus)                                 | Einzeldenkmal der Sachgesamtheit Gartenstadt Hellerau: Wohnhaus mit hochrechteckigem Baukörper und Walmdach, charakteristischer traditioneller Bau seiner Zeit, baugeschichtlich von Belang, zudem als Teil der bedeutendsten Gartenstadt Deutschlands städtebaulich wertvoll. | 09210337 |
|                                         | Gartenstadt Hellerau: Reihenhausgruppe (Einzeldenkmal zu ID-Nr. 09210046)                                                          | Heinrich-Tessenow-Weg 2; 4; 6 (Karte)                                       | 1914 (Reihenhaus)                               | Einzeldenkmal der Sachgesamtheit Gartenstadt Hellerau: Reihenhausgruppe mit Einfriedung, Beispiel der Reformarchitektur nach 1900, Architekt Kurt Frick, zudem Teil der bedeutendsten Gartenstadt Deutschlands, baugeschichtlich, kunsthistorisch und städtebaulich bedeutend. | 09210434 |
|                                         | Gartenstadt Hellerau: Doppelwohnhaus (Einzeldenkmal zu ID-Nr. 09210046)                                                            | Heinrich-Tessenow-Weg 8; 10 (Karte)                                         | 1914 (Doppelwohnhaus)                           | Einzeldenkmal der Sachgesamtheit Gartenstadt Hellerau: Doppelwohnhaus mit Einfriedung, Beispiel der Reformarchitektur nach 1900, Architekt Georg Metzendorf (1874–1934), zudem Teil der bedeutendsten Gartenstadt Deutschlands, baugeschichtlich, kunsthistorisch und städtebaulich bedeutend. | 09210435 |
|                                         | Gartenstadt Hellerau: Spritzen- und Feuerwehrgeräte-Fabrik Curt Schöne (Einzeldenkmal zu ID-Nr. 09210046)                          | Heinrich-Tessenow-Weg 20 (Karte)                                            | 1912 (Fabrikgebäude), 1912 (Wohnhaus)           | Einzeldenkmal der Sachgesamtheit Gartenstadt Hellerau: ehemalige Fabrik mit Wohnhaus und Produktionsgebäude mit Einfriedung Beispiel der Reformarchitektur nach 1900, Architekt Kurt Frick, zudem Teil der bedeutendsten Gartenstadt Deutschlands, baugeschichtlich, kunsthistorisch und städtebaulich bedeutend. | 09210436 |
|                                         | Gartenstadt Hellerau: Hellerauer Feuerwache (Einzeldenkmal zu ID-Nr. 09210046)                                                     | Heinrich-Tessenow-Weg 26 (Karte)                                            | bezeichnet 1928–1929 (Feuerwache)               | Einzeldenkmal der Sachgesamtheit Gartenstadt Hellerau: Feuerwache; markantes Beispiel der bis in die 1920er Jahre nachwirkenden Reformarchitektur, wobei auch Einflüsse des Heimatschutzstils, traditionelle Elemente und expressionistische Formen, wie die dreieckige Giebelspitze, wirken, zudem Teil der bedeutendsten Gartenstadt Deutschlands, baugeschichtlich, kunsthistorisch und städtebaulich bedeutend. | 09210437 |
|                                         | Gartenstadt Hellerau: Volksschule Hellerau; 84. Oberschule; 84. Grundschule (Einzeldenkmal zu ID-Nr. 09210046)                     | Heinrich-Tessenow-Weg 28 (Karte)                                            | 1913–1914 (Schule)                              | Einzeldenkmal der Sachgesamtheit Gartenstadt Hellerau: Schule mit Turnhalle und Nebengebäude (wohl ehemalige Hausmeisterwohnung); mit seiner klaren und ausgewogen gestalteten Kubatur markantes Beispiel der versachlichten Architektur aus dem Anfang des 20. Jahrhunderts, Akzentuierung durch kleinen Uhrturm auf dem steilen Satteldach, Turnhalle seitlich angefügt, darüber hinaus gestalterisch anspruchsvoll, als Reformschule errichtet, baugeschichtlich, ortsgeschichtlich und schulgeschichtlich sowie künstlerisch bedeutend, zudem Teil der bedeutendsten Gartenstadt Deutschlands, städtebaulich bedeutend. | 09210438 |
|                                         | Gartenstadt Hellerau: Reihenhaus mit drei Einfamilienhäusern (Einzeldenkmal zu ID-Nr. 09210046)                                    | Hendrichstraße 3; 5; 7 (Karte)                                              | 1911–1912 (Reihenhaus)                          | Einzeldenkmal der Sachgesamtheit Gartenstadt Hellerau: Reihenhaus mit drei Einfamilienhäusern (siehe auch Am Dorffrieden 12); Teil des so genannten Kleinhausviertels von Hellerau, bemerkenswertes Beispiel der Reformarchitektur nach 1900, Entwurf von Hermann Muthesius, für dessen Architektur charakteristische, traditionell gestaltete und auf die wesentlichen Bauteile reduzierte sowie versachlichte Gebäude, dominierend die hohen Giebel, baugeschichtlich von Bedeutung, zudem als Teil der Gartenstadt Hellerau von singulärem stadtentwicklungsgeschichtlichem, künstlerischem sowie städtebaulichem Wert. | 09210336 |
|                                         | Gartenstadt Hellerau: Reihenhaus mit 10 Einfamilienhäusern (Einzeldenkmal zu ID-Nr. 09210046)                                      | Hendrichstraße 9; 11; 13; 15; 17; 19; 21; 23; 25; 27 (Karte)                | 1912 (Reihenhaus)                               | Einzeldenkmal der Sachgesamtheit Gartenstadt Hellerau: Reihenhaus mit 10 Einfamilienhäusern; Teil des so genannten Kleinhausviertels von Hellerau, charakteristische Baugruppe der Reformarchitektur nach 1900 mit markanten, weitgehend schmucklosen Kubaturen, die in hohen Dächern kulminieren, baugeschichtlich von Bedeutung, zudem als Teil der Gartenstadt Hellerau von singulärem stadtentwicklungsgeschichtlichem, künstlerischem sowie städtebaulichem Wert. | 09210339 |
|                                         | Gartenstadt Hellerau: Doppelwohnhaus (Einzeldenkmal zu ID-Nr. 09210046)                                                            | Hirtenweg 1; 3 (Karte)                                                      | 1911 (Doppelwohnhaus)                           | Einzeldenkmal der Sachgesamtheit Gartenstadt Hellerau: Doppelwohnhaus mit Einfriedung, Teil des so genannten Kleinhausviertels von Hellerau, typisch versachlichter und im Sinne eines verfeinerten Heimatstils ländlich erscheinender Bau des berühmten Architekten Riemerschmid, zugleich herausragendes Beispiel der Reformarchitektur Anfang des 20. Jahrhunderts, baugeschichtlich von Bedeutung, zudem als Teil der Gartenstadt Hellerau von singulärem stadtentwicklungsgeschichtlichem, künstlerischem sowie städtebaulichem Wert. | 09210351 |
|                                         | Gartenstadt Hellerau: Reihenhausgruppe mit sieben Einfamilienhäusern (Einzeldenkmal zu ID-Nr. 09210046)                            | Hirtenweg 2; 4; 6; 8; 10; 12; 14 (Karte)                                    | 1910 (Reihenhaus)                               | Einzeldenkmal der Sachgesamtheit Gartenstadt Hellerau: Reihenhausgruppe mit sieben Einfamilienhäusern; Teil des so genannten Kleinhausviertels von Hellerau, typisch versachlichte und im Sinne eines verfeinerten Heimatstils ländlich erscheinende Bauten des berühmten Architekten Riemerschmid, baugeschichtlich von Bedeutung, zudem als Teil der Gartenstadt Hellerau von singulärem stadtentwicklungsgeschichtlichem, künstlerischem sowie städtebaulichem Wert. | 09210352 |
|                                         | Gartenstadt Hellerau: Haus Chrambach (Einzeldenkmal zu ID-Nr. 09210046)                                                            | Hoher Weg 11 (Karte)                                                        | 1929–1930 (Villa)                               | Einzeldenkmal der Sachgesamtheit Gartenstadt Hellerau: Villa; Teil des Villenviertels von Hellerau, für den Regierungsrat Walter Chrambach (1887–1944) im Stil der Moderne errichtet, baugeschichtlich von Bedeutung, zudem als Teil der Gartenstadt Hellerau von singulärem stadtentwicklungsgeschichtlichem, künstlerischem sowie städtebaulichem Wert. Architekt: Hans Walter Reitz (1888–1955). | 09210443 |
|                                         | Gartenstadt Hellerau: Reihenhaus mit sieben Einfamilienhäusern (Einzeldenkmal zu ID-Nr. 09210046)                                  | Karl-Liebknecht-Straße 1; 3; 5; 7; 9; 11; 13 (Karte)                        | 1911 (Reihenhaus)                               | Einzeldenkmal der Sachgesamtheit Gartenstadt Hellerau: Reihenhaus mit sieben Einfamilienhäusern mit Einfriedung, Teil des so genannten Kleinhausviertels von Hellerau, typisch versachlichte und im Sinne eines verfeinerten Heimatstils ländlich erscheinende Bauten des berühmten Architekten Riemerschmid, zugleich herausragendes Beispiel der Reformarchitektur Anfang des 20. Jahrhunderts, baugeschichtlich von Bedeutung, zudem als Teil der Gartenstadt Hellerau von singulärem stadtentwicklungsgeschichtlichem, künstlerischem sowie städtebaulichem Wert. | 09210359 |
|                                         | Gartenstadt Hellerau: Reihe von sieben Einfamilienhäusern (Einzeldenkmal zu ID-Nr. 09210046)                                       | Karl-Liebknecht-Straße 2; 4; 6; 8; 10; 12; 14 (Karte)                       | 1911 (Einfamilienwohnhaus)                      | Einzeldenkmal der Sachgesamtheit Gartenstadt Hellerau: Reihe von sieben Einfamilienhäusern mit eingeschossigen Zwischenbauten mit Einfriedungen, Teil des so genannten Kleinhausviertels von Hellerau, typisch versachlichte und im Sinne eines verfeinerten Heimatstils ländlich erscheinende Bauten des berühmten Architekten Riemerschmid, Beispiel der Reformarchitektur Anfang des 20. Jahrhunderts, baugeschichtlich von Bedeutung, zudem als Teil der Gartenstadt Hellerau von singulärem stadtentwicklungsgeschichtlichem, künstlerischem sowie städtebaulichem Wert. | 09210368 |
|                                         | Gartenstadt Hellerau: Wohnhaus/Einfamilienhaus (Einzeldenkmal zu ID-Nr. 09210046)                                                  | Karl-Liebknecht-Straße 15 (Karte)                                           | 1911 (Einfamilienwohnhaus)                      | Einzeldenkmal der Sachgesamtheit Gartenstadt Hellerau: Wohnhaus/Einfamilienhaus; Teil des so genannten Kleinhausviertels von Hellerau, typisch versachlichter und im Sinne eines verfeinerten Heimatstils ländlich erscheinender Bau des berühmten Architekten Riemerschmid, Beispiel der Reformarchitektur Anfang des 20. Jahrhunderts, baugeschichtlich von Bedeutung, zudem als Teil der Gartenstadt Hellerau von singulärem stadtentwicklungsgeschichtlichem, künstlerischem sowie städtebaulichem Wert. | 09210366 |
|                                         | Gartenstadt Hellerau: Doppelwohnhaus (Einzeldenkmal zu ID-Nr. 09210046)                                                            | Karl-Liebknecht-Straße 16 (Karte)                                           | 1911–1912 (Doppelwohnhaus)                      | Einzeldenkmal der Sachgesamtheit Gartenstadt Hellerau: Doppelwohnhaus (An der Winkelwiese 24 und Karl-Liebknecht-Straße 16) mit Einfriedung, Teil des so genannten Kleinhausviertels von Hellerau, bemerkenswertes Beispiel der Reformarchitektur nach 1900, Entwurf von Hermann Muthesius, für dessen Architektur charakteristisches, traditionell gestaltetes und auf die wesentlichen Bauteile reduziertes sowie versachlichtes Gebäude, dominierend die hohen Giebel, baugeschichtlich, künstlerisch und städtebaulich bedeutend. | 09210298 |
|                                         | Gartenstadt Hellerau: Doppelwohnhaus (Einzeldenkmal zu ID-Nr. 09210046)                                                            | Karl-Liebknecht-Straße 17 (Karte)                                           | 1911–1912 (Doppelwohnhaus)                      | Einzeldenkmal der Sachgesamtheit Gartenstadt Hellerau: Doppelwohnhaus (Beim Gräbchen 2 und Karl-Liebknecht-Straße 17) mit Einfriedung, Teil des so genannten Kleinhausviertels von Hellerau, bemerkenswertes Beispiel der Reformarchitektur nach 1900, Entwurf von Hermann Muthesius, für dessen Architektur charakteristisches, traditionell gestaltetes und auf die wesentlichen Bauteile reduziertes sowie versachlichtes Gebäude, dominierend die hohen Giebel, baugeschichtlich, künstlerisch und städtebaulich bedeutend. | 09210323 |
| Weitere Bilder                          | Gartenstadt Hellerau: Bildungsanstalt Jaques-Dalcroze; Festspielhaus Hellerau (Einzeldenkmal zu ID-Nr. 09210046)                   | Karl-Liebknecht-Straße 56 (Karte)                                           | 1911–1912 (Kulturhaus), um 1960 (Malerei)       | Einzeldenkmale der Sachgesamtheit Gartenstadt Hellerau: Festspielhaus mit vier durch einen Gang zu Zweiergruppen zusammengefassten Pensionshäusern, zwei langgestreckten Unterkunftsgebäuden einer hier Ende der 1930er Jahre untergebrachten Polizeischule und Vorplatz; im Festspielhaus noch Wandbilder aus der Zeit der Kasernennutzung durch die sowjetische Armee, eines der bedeutendsten baulichen Zeugnisse der frühen Moderne Anfang des 20. Jahrhunderts in Deutschland, baugeschichtlich und künstlerisch bedeutend, dies auch als Werk von Heinrich Tessenow, sowie singulär, zudem als Teil der Gartenstadt Hellerau und Ort der Dalcroze-Schule (Bildungsanstalt Jaques-Dalcroze), die für wenige Jahre europäischen Ruhm genoss, von besonderen Belang für die die Sozial- und Theatergeschichte, besitzt für sich und im Zusammenhang mit der Gartenstadt außerdem einen städtebaulichen Wert, da es zu einer stadtentwicklungsgeschichtlichen Unverwechselbarkeit führt.                                                          | 09210375 |
|                                         | Gartenstadt Hellerau: Mathilde-Zimmer-Stiftung (Einzeldenkmal zu ID-Nr. 09210046)                                                  | Karl-Liebknecht-Straße 58; 58a                                              | 1911–1912 (Heim)                                | Einzeldenkmal der Sachgesamtheit Gartenstadt Hellerau: ehemaliges Töchterheim; Gebäude über dreiflügligem Grundriss in der versachlichten Architektur des Anfangs des 20. Jahrhunderts bzw. im Heimatstil errichtet, baugeschichtlich und sozialgeschichtlich von Bedeutung, als Teil der Gartenstadt Hellerau zudem städtebaulich bedeutend. Architekt Carl Sattler; erbaut 1911; bis 1915 Pensionat der Bildungsanstalt Jaques-Dalcroze; 1920 bis 1925 Schulgebäude der Neuen Schule Hellerau; 1925 bis 1935 Töchterheim der Mathilde-Zimmer-Stiftung; ab 1935 bis 1992 Kantine der Kaserne; danach Leerstand; ab 2012 Umbau zum Wohnhaus. | 09210041 |
| Direkt Bild zu diesem Denkmal hochladen | Gartenstadt Hellerau: Wohnhaus (Einzeldenkmal zu ID-Nr. 09210046)                                                                  | Karl-Liebknecht-Straße 73 (Karte)                                           | 1936 (Wohnhaus)                                 | Einzeldenkmal der Sachgesamtheit Gartenstadt Hellerau: Wohnhaus mit Einfriedung, für seine Zeit typisches, traditionell gestaltetes Wohngebäude mit Walmdach, Sprossenfenstern und Klappläden, weitgehend authentisch, baugeschichtlich von Bedeutung, zudem als Teil der Gartenstadt Hellerau von singulärem stadtentwicklungsgeschichtlichem, künstlerischem sowie städtebaulichem Wert. | 09305871 |
|                                         | Gartenstadt Hellerau: Wohnhaus (Einzeldenkmal zu ID-Nr. 09210046)                                                                  | Karl-Liebknecht-Straße 79 (Karte)                                           | 1938–1939 (Mehrfamilienwohnhaus)                | Einzeldenkmal der Sachgesamtheit Gartenstadt Hellerau: Wohnhaus mit Heckeneinfriedungen, in den 30er Jahren für Polizeibeamte errichtetes Mehrfamilienhaus, baugeschichtlich von Bedeutung, zudem als Teil der Gartenstadt Hellerau von singulärem stadtentwicklungsgeschichtlichem, künstlerischem sowie städtebaulichem Wert. | 09210432 |
|                                         | Gartenstadt Hellerau: Wohnhaus mit Heckeneinfriedungen (Einzeldenkmal zu ID-Nr. 09210046)                                          | Karl-Liebknecht-Straße 81 (Karte)                                           | 1938–1939 (Mehrfamilienwohnhaus)                | Einzeldenkmal der Sachgesamtheit Gartenstadt Hellerau: Wohnhaus mit Heckeneinfriedungen; Mehrfamilienhaus in den 30er Jahren für Polizeibeamte errichtet, baugeschichtlich von Bedeutung, zudem als Teil der Gartenstadt Hellerau von singulärem stadtentwicklungsgeschichtlichem, künstlerischem sowie städtebaulichem Wert. | 09210433 |
|                                         | Gartenstadt Hellerau: Reihenhaus mit vier Einfamilienhäusern (Einzeldenkmal zu ID-Nr. 09210046)                                    | Kurzer Weg 1; 3; 5; 7 (Karte)                                               | 1911 (Reihenhaus)                               | Einzeldenkmal der Sachgesamtheit Gartenstadt Hellerau: Reihenhaus mit vier Einfamilienhäusern mit Einfriedung, Teil des so genannten Kleinhausviertels von Hellerau, typisch versachlichte und im Sinne eines verfeinerten Heimatstils ländlich erscheinende Bauten des berühmten Architekten Riemerschmid, zugleich herausragendes Beispiel der Reformarchitektur Anfang des 20. Jahrhunderts, baugeschichtlich von Bedeutung, zudem als Teil der Gartenstadt Hellerau von singulärem stadtentwicklungsgeschichtlichem, künstlerischem sowie städtebaulichem Wert. | 09210376 |
|                                         | Gartenstadt Hellerau: Wohnhaus (Einzeldenkmal zu ID-Nr. 09210046)                                                                  | Kurzer Weg 2 (Karte)                                                        | 1929 (Wohnhaus)                                 | Einzeldenkmal der Sachgesamtheit Gartenstadt Hellerau: Wohnhaus mit Einfriedung, Teil des so genannten Kleinhausviertels von Hellerau, zeittypischer baugeschichtlich von Bedeutung, zudem als Teil der Gartenstadt Hellerau von singulärem stadtentwicklungsgeschichtlichem, künstlerischem sowie städtebaulichem Wert. Architekt: Rudolf Kolbe (1873–1947). | 09210377 |
|                                         | Gartenstadt Hellerau: Einfamilienwohnhaus (Einzeldenkmal zu ID-Nr. 09210046)                                                       | Kurzer Weg 4 (Karte)                                                        | 1911 (Einfamilienwohnhaus)                      | Einzeldenkmal der Sachgesamtheit Gartenstadt Hellerau: Einfamilienwohnhaus mit Einfriedung, Teil des so genannten Kleinhausviertels von Hellerau, typisch versachlichter und im Sinne eines verfeinerten Heimatstils ländlich erscheinender Bau des berühmten Architekten Riemerschmid, zugleich herausragendes Beispiel der Reformarchitektur Anfang des 20. Jahrhunderts, baugeschichtlich von Bedeutung, zudem als Teil der Gartenstadt Hellerau von singulärem stadtentwicklungsgeschichtlichem, künstlerischem sowie städtebaulichem Wert. | 09210381 |
|                                         | Gartenstadt Hellerau: Doppelwohnhaus (Einzeldenkmal zu ID-Nr. 09210046)                                                            | Kurzer Weg 9; 11 (Karte)                                                    | 1911 (Doppelwohnhaus)                           | Einzeldenkmal der Sachgesamtheit Gartenstadt Hellerau: Doppelwohnhaus mit Einfriedung, Teil des so genannten Kleinhausviertels von Hellerau, typisch versachlichter und im Sinne eines verfeinerten Heimatstils ländlich erscheinender Bau des berühmten Architekten Riemerschmid, zugleich herausragendes Beispiel der Reformarchitektur Anfang des 20. Jahrhunderts baugeschichtlich von Bedeutung, zudem als Teil der Gartenstadt Hellerau von singulärem stadtentwicklungsgeschichtlichem, künstlerischem sowie städtebaulichem Wert. | 09210382 |
|                                         | Gartenstadt Hellerau: Wohn- und Geschäftshauszeile (Einzeldenkmal zu ID-Nr. 09210046)                                              | Markt 1; 2; 3; 4; 5; 6 (Karte)                                              | 1910–1911 (Wohn- und Geschäftshaus)             | Einzeldenkmal der Sachgesamtheit Gartenstadt Hellerau: Wohn- und Geschäftshauszeile; Anlage bildet den südwestlichen Bereich des Hellerauer Marktplatzes, Teil des so genannten Kleinhausviertels, repräsentativer Schmuckgiebel an Markt Nummer 1 markiert und betont den Haupteingangsbereich der Platzanlage, Bauten des berühmten Architekten Riemerschmid, herausragendes Beispiel der Reformarchitektur Anfang des 20. Jahrhunderts, baugeschichtlich von Bedeutung, zudem als Teil der Gartenstadt Hellerau von singulärem stadtentwicklungsgeschichtlichem, künstlerischem sowie städtebaulichem Wert. | 09210150 |
|                                         | Gartenstadt Hellerau: Wohn- und Geschäftshauszeile (Einzeldenkmal zu ID-Nr. 09210046)                                              | Markt 8; 9; 10 (Karte)                                                      | 1929–1930 (Wohn- und Geschäftshaus)             | Einzeldenkmal der Sachgesamtheit Gartenstadt Hellerau: Wohn- und Geschäftshauszeile; Anlage bildet den nordwestlichen Bereich des Hellerauer Marktplatzes, Teil des so genannten Kleinhausviertels, baugeschichtlich von Bedeutung, zudem als Teil der Gartenstadt Hellerau von singulärem stadtentwicklungsgeschichtlichem, künstlerischem sowie städtebaulichem Wert. | 09210156 |
|                                         | Gartenstadt Hellerau: Wohnhauszeile (Einzeldenkmal zu ID-Nr. 09210046)                                                             | Markt 11; 12; 13 (Karte)                                                    | 1931 (Wohnhaus)                                 | Einzeldenkmal der Sachgesamtheit Gartenstadt Hellerau: Wohnhauszeile; Anlage bildet den nordöstlichen Bereich des Hellerauer Marktplatzes, Teil des so genannten Kleinhausviertels, baugeschichtlich von Bedeutung, zudem als Teil der Gartenstadt Hellerau von singulärem stadtentwicklungsgeschichtlichem, künstlerischem sowie städtebaulichem Wert. | 09210159 |
|                                         | Gartenstadt Hellerau: Kaffee Hellerau; Am Markt (Einzeldenkmal zu ID-Nr. 09210046)                                                 | Markt 14; 15 (Karte)                                                        | bezeichnet 1930 (Doppelwohnhaus)                | Einzeldenkmal der Sachgesamtheit Gartenstadt Hellerau: Doppelwohnhaus und pergolaartiger Anbau, mit Café und Plastik eines Bäckerjungen an der Gebäudeecke; Anlage bildet den südöstlichen Bereich des Hellerauer Marktplatzes, Teil des so genannten Kleinhausviertels, baugeschichtlich von Bedeutung, zudem als Teil der Gartenstadt Hellerau von singulärem stadtentwicklungsgeschichtlichem, künstlerischem sowie städtebaulichem Wert. | 09210162 |
|                                         | Gartenstadt Hellerau: Wasserturm (Einzeldenkmal zu ID-Nr. 09210046)                                                                | Moritzburger Weg                                                            | 1927–1928 (Wasserturm)                          | Einzeldenkmal der Sachgesamtheit Gartenstadt Hellerau: Wasserturm; gestalterisch bemerkenswertes technisches Gebäude, quadratischer Behälter auf einem Fuß aus zwei sich kreuzenden Diagonalwänden, Akzente durch wirkungsvoll angeordnete Fensteröffnungen, versachlichte Architektur im Stil der Moderne. Der Hellerauer Wasserturm wurde 1927/28 nach einem Entwurf des Dresdner Architekten Hans Richter im Auftrag der Wasserwerke der Gemeinde Rähnitz-Hellerau errichtet. – Der 32 m hohe Turm ist wegen seines Baustils sowie seiner technik- und regionalgeschichtlichen Bedeutung in die Liste der Baudenkmale aufgenommen worden. Des Weiteren legt er Zeugnis von der Entwicklung der Wasserversorgung der bis 1950 eigenständigen Gemeinde Rähnitz-Hellerau ab (LfD/2017). | 09210431 |
|                                         | Gartenstadt Hellerau: Reihenhausgruppe aus elf Einfamilienhäusern, genannt D-Zug (Einzeldenkmal zu ID-Nr. 09210046)                | Moritzburger Weg 19; 21; 23; 25; 27; 29; 31; 33; 35; 37; 39                 | 1922 (Reihenhaus)                               | Einzeldenkmal der Sachgesamtheit Gartenstadt Hellerau: Reihenhausgruppe aus elf Einfamilienhäusern mit eingeschossigen Zwischenbauten als Verbindung mit Teilen der Einfriedung, Teil des so genannten Kleinhausviertels von Hellerau, Beispiele der Reformarchitektur und eines frühen Rationalismus nach 1900, Entwurf von Heinrich Tessenow, charakteristisch die auf das Wesentliche reduzierte, minimalistische Gestaltungsweise, baugeschichtlich von Bedeutung, zudem als Teil der Gartenstadt Hellerau von singulärem stadtentwicklungsgeschichtlichem, künstlerischem sowie städtebaulichem Wert. | 09210420 |
|                                         | Gartenstadt Hellerau: Haus Solveig (Einzeldenkmal zu ID-Nr. 09210046)                                                              | Moritzburger Weg 46 (Karte)                                                 | 1924 (Wohnhaus)                                 | Einzeldenkmal der Sachgesamtheit Gartenstadt Hellerau: Wohnhaus mit Einfriedung, Holzhaus Typ H3B, baugeschichtlich von Bedeutung, zudem als Teil der Gartenstadt Hellerau von singulärem stadtentwicklungsgeschichtlichem, künstlerischem sowie städtebaulichem Wert. | 09210447 |
| Weitere Bilder                          | Gartenstadt Hellerau: Deutsche Werkstätten Hellerau (Einzeldenkmal zu ID-Nr. 09210046)                                             | Moritzburger Weg 67; 67a (Karte)                                            | 1909–1910 (Möbelfabrik), um 1935 (Nebengebäude) | Einzeldenkmal der Sachgesamtheit Gartenstadt Hellerau: ehemalige Möbelfabrik und nordwestlich davon gelegener Schauer; ähnlich einem Gutshof gestaltete, um zwei Innenhöfe gruppierte Anlage der von Karl Schmidt errichteten Deutschen Werkstätten, aus sogenannter »Schraubzwinge« mit Kontorhaus im Osten, nördlich sich anschließenden Flügeln, Baugruppe mit Maschinenhaus und Kesselhaus, dabei Maschinenhaus durch glatten Giebel und Uhrtürmchen hervorgehoben, sowie den straßenseitigen Baulichkeiten Torbogen, Pförtnerhaus, Automobilhaus und Kohlen- sowie Holzlager, der um 1935 entstandene, knapp 100 m lange Schauer in halboffener Holzbauweise mit bemerkenswerter Hängestützenkonstruktion, als Arbeitsstätte der Gartenstadt Hellerau von einzigartiger industriegeschichtlicher, sozialgeschichtlicher und städtebaulicher Bedeutung, darüber hinaus von besonderem baugeschichtlichem Wert (herausragendes Beispiel der Industriearchitektur nach 1900 und Teil des Riemerschmidschen Œuvres) sowie künstlerisch von Belang. | 09210387 |
|                                         | Gartenstadt Hellerau: Haus Mendelssohn / Haus Schmidt (Einzeldenkmal zu ID-Nr. 09210046)                                           | Moritzburger Weg 69; 71; 73 (Karte)                                         | 1910–1911 (Wohnhaus)                            | Einzeldenkmal der Sachgesamtheit Gartenstadt Hellerau: Wohnhausgruppe mit Einfriedung, villenartiges Einfamilien- und Doppelhaus durch eingeschossigen Zwischenbau verbunden, Teil des Villenviertels von Hellerau, Moritzburger Weg. Wohnstätte von Karl Schmidt (Gründer der Gartenstadt Hellerau) und Georg Mendelssohn (1886–1955), typische Bauten des berühmten Architekten Richard Riemerschmid, herausragendes Beispiel der Reformarchitektur Anfang des 20. Jahrhunderts, baugeschichtlich von Bedeutung, zudem als Teil der Gartenstadt Hellerau von singulärem stadtentwicklungsgeschichtlichem, künstlerischem sowie städtebaulichem Wert. Doppelvilla, bewohnt von Karl Schmidt (Nr. 71) von 1910 bis zu seinem Tod 1948 sowie vom Kunsthandwerker Georg Mendelssohn (Nr. 73) von 1910 bis 1922 (Gäste u. a. Franz Kafka, Klaus Mann, Theodor Däubler, Rainer Maria Rilke und Franz Werfel), 1912 Einrichtung einer Werkstatt durch Mendelssohn.                                                                                       | 09210383 |
|                                         | Gartenstadt Hellerau: Einfamilienhaus (Einzeldenkmal zu ID-Nr. 09210046)                                                           | Moritzburger Weg 75 (Karte)                                                 | 1910–1911 (Einfamilienwohnhaus)                 | Einzeldenkmal der Sachgesamtheit Gartenstadt Hellerau: Einfamilienhaus (siehe auch Am Grünen Zipfel 1); Teil des Villenviertels von Hellerau, typischer Bau des berühmten Architekten Riemerschmid, herausragendes Beispiel der Reformarchitektur Anfang des 20. Jahrhunderts, baugeschichtlich von Bedeutung, zudem als Teil der Gartenstadt Hellerau von singulärem stadtentwicklungsgeschichtlichem, künstlerischem sowie städtebaulichem Wert. | 09210386 |
|                                         | Gartenstadt Hellerau: Einfamilienwohnhaus (Einzeldenkmal zu ID-Nr. 09210046)                                                       | Ruscheweg 1 (Karte)                                                         | 1911–1912 (Einfamilienwohnhaus)                 | Einzeldenkmal der Sachgesamtheit Gartenstadt Hellerau: Einfamilienwohnhaus; Teil des so genannten Kleinhausviertels von Hellerau, typisch versachlichter und im Sinne eines verfeinerten Heimatstils ländlich erscheinender Bau des berühmten Architekten Riemerschmid, zugleich herausragendes Beispiel der Reformarchitektur Anfang des 20. Jahrhunderts, baugeschichtlich von Bedeutung, zudem als Teil der Gartenstadt Hellerau von singulärem stadtentwicklungsgeschichtlichem, künstlerischem sowie städtebaulichem Wert. | 09210388 |
|                                         | Gartenstadt Hellerau: Zweifamilienhaus (Einzeldenkmal zu ID-Nr. 09210046)                                                          | Ruscheweg 2 (Karte)                                                         | 1931 (Mehrfamilienwohnhaus)                     | Einzeldenkmal der Sachgesamtheit Gartenstadt Hellerau: Zweifamilienhaus mit Einfriedung, Teil des so genannten Kleinhausviertels von Hellerau, baugeschichtlich von Bedeutung, zudem als Teil der Gartenstadt Hellerau von singulärem stadtentwicklungsgeschichtlichem, künstlerischem sowie städtebaulichem Wert. | 09210402 |
|                                         | Gartenstadt Hellerau: Einfamilienwohnhaus (Einzeldenkmal zu ID-Nr. 09210046)                                                       | Ruscheweg 3 (Karte)                                                         | 1911–1912 (Einfamilienwohnhaus)                 | Einzeldenkmal der Sachgesamtheit Gartenstadt Hellerau: Einfamilienwohnhaus mit Einfriedung, Teil des so genannten Kleinhausviertels von Hellerau, typisch versachlichter und im Sinne eines verfeinerten Heimatstils ländlich erscheinender Bau des berühmten Architekten Riemerschmid, zugleich herausragendes Beispiel der Reformarchitektur Anfang des 20. Jahrhunderts, baugeschichtlich von Bedeutung, zudem als Teil der Gartenstadt Hellerau von singulärem stadtentwicklungsgeschichtlichem, künstlerischem sowie städtebaulichem Wert. | 09210389 |
|                                         | Gartenstadt Hellerau: zwei Einfamilienhäuser mit Torbau (Einzeldenkmal zu ID-Nr. 09210046)                                         | Ruscheweg 5; 11 (Karte)                                                     | 1911–1912 (Einfamilienwohnhaus)                 | Einzeldenkmal der Sachgesamtheit Gartenstadt Hellerau: zwei Einfamilienhäuser mit eingeschossigem Torbau verbunden, mit Einfriedung, Teil des so genannten Kleinhausviertels von Hellerau, Torhaus verbindet die beiden zweigeschossigen Wohngebäude, typisch versachlichte und im Sinne eines verfeinerten Heimatstils ländlich erscheinende Bauten des berühmten Architekten Riemerschmid, zugleich herausragendes Beispiel der Reformarchitektur Anfang des 20. Jahrhunderts, baugeschichtlich von Bedeutung, zudem als Teil der Gartenstadt Hellerau von singulärem stadtentwicklungsgeschichtlichem, künstlerischem sowie städtebaulichem Wert. | 09210390 |
|                                         | Gartenstadt Hellerau: zwei Einfamilienhäuser mit Verbindungsbau (Einzeldenkmal zu ID-Nr. 09210046)                                 | Ruscheweg 7; 9 (Karte)                                                      | 1911–1912 (Einfamilienwohnhaus)                 | Einzeldenkmal der Sachgesamtheit Gartenstadt Hellerau: zwei Einfamilienhäuser mit Verbindungsbau; Teil des so genannten Kleinhausviertels von Hellerau, typisch versachlichte und im Sinne eines verfeinerten Heimatstils ländlich erscheinende Bauten des berühmten Architekten Riemerschmid, Beispiel der Reformarchitektur Anfang des 20. Jahrhunderts, baugeschichtlich von Bedeutung, zudem als Teil der Gartenstadt Hellerau von singulärem stadtentwicklungsgeschichtlichem, künstlerischem sowie städtebaulichem Wert. | 09210391 |
| Direkt Bild zu diesem Denkmal hochladen | Gartenstadt Hellerau: Reihenhausgruppe mit sechs Einfamilienhäusern in L-förmiger Bebauung (Einzeldenkmal zu ID-Nr. 09210046)      | Ruscheweg 10; 12; 14; 16; 18 (Karte)                                        | 1911–1912 (Reihenhaus)                          | Einzeldenkmal der Sachgesamtheit Gartenstadt Hellerau: Reihenhausgruppe (Ruscheweg 10/12/14/16/18 und Am Schänkenberg 25) mit sechs Einfamilienhäusern in L-förmiger Bebauung mit Einfriedung, Teile des so genannten Kleinhausviertels von Hellerau, typisch versachlichte und im Sinne eines verfeinerten Heimatstils ländlich erscheinende Bauten des berühmten Architekten Riemerschmid, herausragendes Beispiele der Reformarchitektur Anfang des 20. Jahrhunderts, baugeschichtlich von Bedeutung, zudem als Teil der Gartenstadt Hellerau von singulärem stadtentwicklungsgeschichtlichem, künstlerischem sowie städtebaulichem Wert. | 09210403 |
|                                         | Gartenstadt Hellerau: Einfamilienwohnhaus (Einzeldenkmal zu ID-Nr. 09210046)                                                       | Ruscheweg 13 (Karte)                                                        | 1911–1912 (Einfamilienwohnhaus)                 | Einzeldenkmal der Sachgesamtheit Gartenstadt Hellerau: Einfamilienwohnhaus mit Einfriedung, Teil des so genannten Kleinhausviertels von Hellerau, typisch versachlichter und im Sinne eines verfeinerten Heimatstils ländlich erscheinender Bau des berühmten Architekten Riemerschmid, herausragendes Beispiel der Reformarchitektur Anfang des 20. Jahrhunderts, baugeschichtlich von Bedeutung, zudem als Teil der Gartenstadt Hellerau von singulärem stadtentwicklungsgeschichtlichem, künstlerischem sowie städtebaulichem Wert. | 09210394 |
|                                         | Gartenstadt Hellerau: Reihenhaus mit sechs Einfamilienhäusern (Einzeldenkmal zu ID-Nr. 09210046)                                   | Ruscheweg 15; 17; 19; 21; 23; 25 (Karte)                                    | 1911–1912 (Reihenhaus)                          | Einzeldenkmal der Sachgesamtheit Gartenstadt Hellerau: Reihenhaus mit sechs Einfamilienhäusern mit Einfriedung, Teil des so genannten Kleinhausviertels von Hellerau, typisch versachlichte und im Sinne eines verfeinerten Heimatstils ländlich erscheinende Bauten des berühmten Architekten Riemerschmid, herausragendes Beispiel der Reformarchitektur Anfang des 20. Jahrhunderts, baugeschichtlich von Bedeutung, zudem als Teil der Gartenstadt Hellerau von singulärem stadtentwicklungsgeschichtlichem, künstlerischem sowie städtebaulichem Wert. | 09210395 |
|                                         | Gartenstadt Hellerau: Reihenhausgruppe (Einzeldenkmal zu ID-Nr. 09210046)                                                          | Ruscheweg 20 (Karte)                                                        | 1911–1912 (Reihenhaus)                          | Einzeldenkmal der Sachgesamtheit Gartenstadt Hellerau: Reihenhausgruppe (Am Schänkenberg 46/48/50 und Ruscheweg 20); Teile des so genannten Kleinhausviertels von Hellerau, typische versachlichte und im Sinne eines verfeinerten Heimatstils ländlich erscheinende Bauten des berühmten Architekten Riemerschmid, zugleich herausragende Beispiele der Reformarchitektur Anfang des 20. Jahrhunderts, städtebaulich, baugeschichtlich und künstlerisch bedeutend. | 09210184 |
|                                         | Gartenstadt Hellerau: Reihenhausgruppe (Einzeldenkmal zu ID-Nr. 09210046)                                                          | Ruscheweg 27 (Karte)                                                        | 1911–1912 (Reihenhaus)                          | Einzeldenkmal der Sachgesamtheit Gartenstadt Hellerau: Reihenhausgruppe (Am Talkenberg 2/4/6/8/10/12/14/16/18 und Ruscheweg 27) mit Einfriedung, Teile des so genannten Kleinhausviertels von Hellerau, typische versachlichte und im Sinne eines verfeinerten Heimatstils ländlich erscheinende Bauten des berühmten Architekten Riemerschmid, städtebaulich, baugeschichtlich und künstlerisch bedeutend. | 09210259 |
|                                         | Gartenstadt Hellerau: Haus Gehlig (Einzeldenkmal zu ID-Nr. 09210046)                                                               | Tännichtweg 1 (Karte)                                                       | 1911 (Wohnhaus)                                 | Einzeldenkmal der Sachgesamtheit Gartenstadt Hellerau: Wohnhaus; Teil des Villenviertels von Hellerau, bemerkenswertes Beispiel der Reformarchitektur und eines frühen Rationalismus nach 1900, Entwurf von Heinrich Tessenow, charakteristisch für dessen auf das Wesentliche reduzierte, minimalistische Gestaltungsweise, baugeschichtlich von Bedeutung, zudem als Teil der Gartenstadt Hellerau von singulärem stadtentwicklungsgeschichtlichem, künstlerischem sowie städtebaulichem Wert. | 09210409 |
|                                         | Gartenstadt Hellerau: Haus Tessenow (Einzeldenkmal zu ID-Nr. 09210046)                                                             | Tännichtweg 2 (Karte)                                                       | 1911 (Wohnhaus)                                 | Einzeldenkmal der Sachgesamtheit Gartenstadt Hellerau: Wohnhaus mit Einfriedung, Teil des Villenviertels von Hellerau, bemerkenswertes Beispiel der Reformarchitektur und eines frühen Rationalismus nach 1900, Entwurf und ehemalige Wohnstätte des Architekten Heinrich Tessenow, charakteristisch für dessen auf das Wesentliche reduzierte, minimalistische Gestaltungsweise, baugeschichtlich und personengeschichtlich von Bedeutung, zudem als Teil der Gartenstadt Hellerau von singulärem stadtentwicklungsgeschichtlichem, künstlerischem sowie städtebaulichem Wert. | 09210415 |
|                                         | Gartenstadt Hellerau: Einfamilienwohnhaus (Einzeldenkmal zu ID-Nr. 09210046)                                                       | Tännichtweg 3 (Karte)                                                       | 1914 (Einfamilienwohnhaus)                      | Einzeldenkmal der Sachgesamtheit Gartenstadt Hellerau: Einfamilienwohnhaus; Teil des Villenviertels von Hellerau, baugeschichtlich von Bedeutung, zudem als Teil der Gartenstadt Hellerau von singulärem stadtentwicklungsgeschichtlichem, künstlerischem sowie städtebaulichem Wert. | 09210410 |
|                                         | Gartenstadt Hellerau: Haus Peterich (Einzeldenkmal zu ID-Nr. 09210046)                                                             | Tännichtweg 5 (Karte)                                                       | 1923, später überformt (Wohnhaus)               | Einzeldenkmal der Sachgesamtheit Gartenstadt Hellerau: Wohnhaus mit angebautem Atelierhaus mit Einfriedung, Teil des Villenviertels von Hellerau, Wohn- und Atelierhaus des Bildhauers Paul Peterich (1864–1937), Flachdachbau mit Anklängen an den Stil der Moderne, entworfen von dem Wiener Architekten Franz Schuster (1892–1972), baugeschichtlich von Bedeutung, zudem als Teil der Gartenstadt Hellerau von singulärem stadtentwicklungsgeschichtlichem, künstlerischem sowie städtebaulichem Wert. Ab 1925 Tanzatelier von Mary Wigman (1886–1973), später zeitweilig von der Menzler-Marsmann-Schule für Gymnastik und Tanz zu Unterrichtszwecken genutzt, 1940 Umbauarbeiten durch Paul Weisse, 1941 Bau der Garage. | 09210411 |
|                                         | Gartenstadt Hellerau: Doppelwohnhaus (Einzeldenkmal zu ID-Nr. 09210046)                                                            | Tännichtweg 6; 8 (Karte)                                                    | 1911 (Doppelwohnhaus)                           | Einzeldenkmal der Sachgesamtheit Gartenstadt Hellerau: Doppelwohnhaus mit Stützmauer und Heckeneinfriedung, Teil des Villenviertels von Hellerau, typisch für den frühen Rationalismus nach 1900, Entwurf von Heinrich Tessenow, charakteristisch auf das Wesentliche reduzierte, minimalistische Gestaltungsweise, Beispiel der Reformarchitektur Anfang des 20. Jahrhunderts, baugeschichtlich von Bedeutung, zudem als Teil der Gartenstadt Hellerau von singulärem stadtentwicklungsgeschichtlichem, künstlerischem sowie städtebaulichem Wert. Haus Nr. 6 von 1912 bis 1920 Wohnhaus des Schriftstellers Paul Adler. | 09210416 |
|                                         | Gartenstadt Hellerau: Wohnhaus (Einzeldenkmal zu ID-Nr. 09210046)                                                                  | Tännichtweg 7 (Karte)                                                       | 1929 (Wohnhaus)                                 | Einzeldenkmal der Sachgesamtheit Gartenstadt Hellerau: Wohnhaus mit Einfriedung, Teil des Villenviertels von Hellerau, baugeschichtlich von Bedeutung, zudem als Teil der Gartenstadt Hellerau von singulärem stadtentwicklungsgeschichtlichem, künstlerischem sowie städtebaulichem Wert. | 09210439 |
|                                         | Gartenstadt Hellerau: Haus Günther (Einzeldenkmal zu ID-Nr. 09210046)                                                              | Tännichtweg 9 (Karte)                                                       | 1910–1911 (Villa)                               | Einzeldenkmal der Sachgesamtheit Gartenstadt Hellerau: Villa mit Einfriedung, zeittypisches und repräsentatives Beispiel der Heimatschutzarchitektur, erbaut als Arzthaus mit Praxisräumen, Teil des Villenviertels von Hellerau, baugeschichtlich von Bedeutung, zudem als Teil der Gartenstadt Hellerau von singulärem stadtentwicklungsgeschichtlichem, künstlerischem sowie städtebaulichem Wert. Villa mit Einfriedung, mit erster Arztpraxis Helleraus, von 1932 bis 1952 Wohngebäude als Schulheim der Menzler-Marsmann-Schule für Gymnastik und Tanz genutzt, in den 1970er Jahren als Internat der Musikhochschule, Architekt: Rudolph Lewicki. | 09210412 |
|                                         | Gartenstadt Hellerau: Haus Ferchland (Einzeldenkmal zu ID-Nr. 09210046)                                                            | Tännichtweg 11 (Karte)                                                      | um 1912 (Villa)                                 | Einzeldenkmal der Sachgesamtheit Gartenstadt Hellerau: Villa mit Einfriedung, Teil des Villenviertels von Hellerau, repräsentativer Bau im zeittypischen Reformstil, baugeschichtlich von Bedeutung, zudem als Teil der Gartenstadt Hellerau von singulärem stadtentwicklungsgeschichtlichem, künstlerischem sowie städtebaulichem Wert. Architekt: Ernst Kühn (1859–1943), Wohnhaus von Gertrud Ferchland (1894–1943). | 09210418 |
|                                         | Gartenstadt Hellerau: Sommerhaus Zillinger (Einzeldenkmal zu ID-Nr. 09210046)                                                      | Tännichtweg 12 (Karte)                                                      | 1910–1911 (Landhaus)                            | Einzeldenkmal der Sachgesamtheit Gartenstadt Hellerau: Sommerhaus; Holzhaus, Teil des Villenviertels von Hellerau, baugeschichtlich von Bedeutung, zudem als Teil der Gartenstadt Hellerau von singulärem stadtentwicklungsgeschichtlichem, künstlerischem sowie städtebaulichem Wert. Wohnhaus (urspr. am Tännichtweg 4), ehem. Sommerhaus in Holzbauweise, erstes Gebäude im Landhausviertel bzw. Villenviertel, Baukörper heute massiv überformt, Architekt: Mackay Hugh Baillie Scott, Bauausführung begleitet durch Heinrich Tessenow. | 09210044 |
|                                         | Gartenstadt Hellerau: Haus Booth (Einzeldenkmal zu ID-Nr. 09210046)                                                                | Tännichtweg 14 (Karte)                                                      | 1913 (Villa)                                    | Einzeldenkmal der Sachgesamtheit Gartenstadt Hellerau: Villa; Teil des Villenviertels von Hellerau, bemerkenswertes Beispiel der Reformarchitektur und eines frühen Rationalismus nach 1900, Entwurf von Heinrich Tessenow, charakteristische auf das Wesentliche reduzierte, minimalistische Gestaltungsweise, baugeschichtlich von Bedeutung, zudem als Teil der Gartenstadt Hellerau von singulärem stadtentwicklungsgeschichtlichem, künstlerischem sowie städtebaulichem Wert. Wohnhaus im Auftrag von Percival Booth erbaut, 1950 von Architekt Arthur Frenzel (1899–1975) zum Kindergarten umgebaut, heute Kindertagesstätte. | 09210417 |

## Rähnitz
| Bild           | Bezeichnung                                                         | Lage                             | Datierung                                 | Beschreibung | ID       |
| -------------- | ------------------------------------------------------------------- | -------------------------------- | ----------------------------------------- | --- | -------- |
|                | Wohnstallhaus eines ehem. Bauernhofes                               | Bauernweg 8 (Karte)              | 1. Hälfte 19. Jh. (Wohnstallhaus)         | Wohnstallhaus eines ehem. Bauernhofs im Dorfkern von Rähnitz | 09213714 |
|                | Wohnhaus in offener Bebauung                                        | Bauernweg 28 (Karte)             | 1. Hälfte 19. Jh. (Wohnhaus)              | Häusleranwesen | 09213716 |
|                | Wohnhaus und Seitengebäude eines Bauernhofes                        | Bauernweg 30 (Karte)             | 1. Hälfte 19. Jh. (Bauernhaus)            | zeit- und landschaftstypische Gebäude, baugeschichtlich von Bedeutung | 09213717 |
|                | Wohnstallhaus, Seitengebäude, Stall und Scheune                     | Bauernweg 31; 31a (Karte)        | 1. Hälfte 19. Jh. (Wohnstallhaus)         | Wohnstallhaus, Seitengebäude, Stall und Scheune eines Dreiseithofes | 09213715 |
|                | Wohnstallhaus, Stall, Seitengebäude und Scheune eines Dreiseithofes | Bauernweg 61 (Karte)             | bezeichnet 1858 (Wohnstallhaus)           | Wohnstallhaus mit Fachwerk im Obergeschoss, vergleichsweise authentisch erhaltenes ländliches Anwesen seiner Zeit, baugeschichtlich bedeutend. | 09213718 |
|                | Mietshaus                                                           | Ludwig-Kossuth-Straße 1 (Karte)  | 2. Hälfte 19. Jh. (Mietshaus)             | Mietshaus in offener Bebauung | 09213726 |
|                | Ludwig-Kossuth-Kirche; Rähnitzer Kirche                             | Ludwig-Kossuth-Straße 20 (Karte) | 1899 (Kirche), 1972 (Altar), 1972 (Taufe) | Kirche mit Ausstattung; winkelförmiger Bau mit hohem Satteldach und Dachreiter, Innenraum 1972 teilweise neu gestaltet, Beispiel der Kirchenbaukunst vor allem aus dem Anfang des 20. Jahrhunderts, auf dem Friedhof gelegen, bau- und ortsgeschichtlich bedeutend. Ludwig-Kossuth-Kirche mit Ausstattung, als Kapelle erbaut, durch Ernst Meißner 1904 erweitert, seit 1913 Pfarrkirche, Altar von Werner Juza, Orgel mit Jugendstilprospekt. | 09213728 |
| Weitere Bilder | Kriegerdenkmal für die Gefallenen des 1. Weltkrieges                | Ludwig-Kossuth-Straße 20 (Karte) | nach 1918 (Kriegerdenkmal)                | Kriegerdenkmal; gestiftet vom Sächsischen Militärverein Rähnitz-Hellerau am 2. August 1925, geschichtlich von Bedeutung. | 09213727 |
|                | Mietshaus mit Laden                                                 | Ludwig-Kossuth-Straße 24 (Karte) | Anfang 20. Jh. (Mietshaus)                | Mietshaus mit Laden in offener Bebauung | 09213729 |
|                | Ländliches Wohnhaus                                                 | Ludwig-Kossuth-Straße 35 (Karte) | um 1800 (Bauernhaus)                      | Ländliches Wohnhaus; Fachwerk | 09213725 |
| Weitere Bilder | Rähnitzer Säule                                                     | Meridianstraße (Karte)           | bezeichnet 1827 (1828)                    | Meridiansäule; hoch aufragende, sich verjüngende Stele mit Inschrifttafel, bedeutsames Zeugnis des Vermessungswesens in Sachsen. | 09210429 |

## Ausführliche Denkmaltexte
1. ↑  
Die Gartenstadt Hellerau besitzt folgende Einzeldenkmale: Am Dorffrieden 3/5/7/9/11/13/15/17/19/21 (ID-Nr. 09210016), Am Dorffrieden 4/6/8/10 (ID-Nr. 09210027), Am Dorffrieden 12 (ID-Nr. 09210031), Am Grünen Zipfel 1 (ID-Nr. 09210032), Am Grünen Zipfel 2 (ID-Nr. 09210088), Am Grünen Zipfel 3/5/7/9/11/13/15/17/19 (ID-Nr. 09210033), Am Grünen Zipfel 4/6 (ID-Nr. 09210089), Am Grünen Zipfel 8 (ID-Nr. 09210090), Am Grünen Zipfel 10/12/14/16/18/20/22/24/26 (ID-Nr. 09210091), Am Grünen Zipfel 21 (ID-Nr. 09210042), Am Grünen Zipfel 23/25/27/29/31/33/35/37/39/41/43/45 (ID-Nr. 09210045), Am Grünen Zipfel 28/30/32/34/36/38 (ID-Nr. 09210100), Am Grünen Zipfel 40 (ID-Nr. 09210106), Am Grünen Zipfel 42/44 (ID-Nr. 09210107), Am Grünen Zipfel 46/48/50/52/54/56/58/60/62/64/66 (ID-Nr. 09210109), Am Grünen Zipfel 47 (ID-Nr. 09210056), Am Grünen Zipfel 49 (ID-Nr. 09210057), Am Grünen Zipfel 51/53/55/57/59/61/63/65/67 (ID-Nr. 09210058), Am Grünen Zipfel 68 (ID-Nr. 09210120), Am Grünen Zipfel 69/71/73/75 (ID-Nr. 09210067), Am Grünen Zipfel 70/72/74/76/78 (ID-Nr. 09210121), Am Grünen Zipfel 77/79/81/83/85/87/89/91/93/95/97/99/101 (ID-Nr. 09210071), Am Grünen Zipfel 80/82/84/86/88/90/92/94/96/98 (ID-Nr. 09210126), Am Grünen Zipfel 103 (ID-Nr. 09210084), Am Grünen Zipfel 105 (ID-Nr. 09210085), Am Grünen Zipfel 107 (ID-Nr. 09210086), Am Grünen Zipfel 109 (ID-Nr. 09210087), Am Hellerrand 1/3/5/7/9/11/13/15 (ID-Nr. 09210136), Am Hellerrand 17/19/21/23/25/27 (ID-Nr. 09210143), Am Pfarrlehn 2/4/6/8/10/12 (ID-Nr. 09210271), Am Pfarrlehn 14 (ID-Nr. 09210276), Am Pfarrlehn 16 (ID-Nr. 09210277), Am Pfarrlehn 36 (vor) Brunnen; bauliche Akzente setzten vor allem die Deutschen Werkstätten Hellerau und das Festspielhaus Hellerau, 1909–1914 auf Anregung von 
Karl Schmidt in Verbindung mit den Werkstätten für Handwerkskunst als erste Gartenstadt im eigentlichen Sinne angelegt, Verkehrs- und Wohnstraßen nach den künstlerischen Grundsätzen des romantischen Städtebaus in malerisch gekrümmten Führungen dem Gelände angepasst, die Wohnbebauung mit Reihen- und Mehrfamilienhäusern sowie Villen bzw. Einfamilienhäusern ein- bis dreigeschossige, zumeist versachlicht, im Sinne der Heimatschutzbewegung gestaltet oder sehr zurückhaltend mit klaren neoklassizistischen Formen, Bebauung bereichert durch Holzhäuser (Musterhäuser der Deutschen Werkstätten) und in den 1920er bis 1930er Jahren erweitert durch charakteristische Gebäude sowie Kleinwohnungsbauten der Zeit, dabei besonders erwähnenswert einige dem Bauhaus nahestehende Beispiele (u. a. Hoher Weg 11), die Gartenstadt Hellerau ist eine singuläre sozialgeschichtliche sowie städtebauliche Anlage, mit den Deutschen Werkstätten und dem Festspielhaus zudem von herausragender kulturgeschichtlicher und kunstgeschichtlicher Bedeutung.